# Danh sách giải thưởng và đề cử của BTS
BTS là một nhóm nhạc nam Hàn Quốc bao gồm 7 thành viên được thành lập bởi Big Hit Entertainment, bao gồm 3 rapper (RM, Suga và J-Hope) và 4 ca sĩ (Jin, Jimin, V và Jungkook). Album đĩa đơn đầu tay của nhóm là 2 Cool 4 Skool (2013) và mini album O!RUL8,2? (2013) mặc dù đạt được ít thành công về mặt thương mại, nhưng cả hai sản phẩm đều mang về cho nhóm nhiều giải Nghệ sĩ mới xuất sắc nhất vào cuối năm 2013 và đầu năm 2014. Nhóm phát hành mini album thứ hai Skool Luv Affair (2014) và album phòng thu đầu tiên Dark & Wild (2014) vào năm sau; bài hát chủ đề "Boy in Luv" của Skool Luv Affair được đề cử trong hạng mục Nhóm nhạc nam biểu diễn vũ đạo xuất sắc nhất tại Mnet Asian Music Awards năm 2014, trong khi Dark & Wild đoạt giải Bonsang đĩa vật lý tại lễ trao giải Golden Disc Awards năm 2015. Mini album thứ ba The Most Beautiful Moment in Life, Pt. 1 (2015) của BTS đoạt giải Bonsang đĩa vật lý tại lễ trao giải Golden Disc Awards năm 2016, trong khi bài hát chủ đề "I Need U" đoạt giải Nhóm nhạc nam có vũ đạo xuất sắc nhất tại Melon Music Awards năm 2015. Mini album tiếp theo của nhóm, The Most Beautiful Moment in Life, Pt. 2 (2015) được đề cử trong hạng mục Album của năm tại Gaon Chart Music Awards năm 2016 – quý 4. Album tổng hợp tiếng Hàn đầu tiên The Most Beautiful Moment in Life: Young Forever (2016) của BTS mang về cho nhóm giải Daesang đầu tiên trong hạng mục Album của năm tại Melon Music Awards năm 2016 và Nghệ sĩ của năm tại Mnet Asian Music Awards năm 2016. Bài hát chủ đề "Fire" của album được đề cử trong hạng mục Nhóm nhạc nam có vũ đạo xuất sắc nhất tại lễ trao giải Melon Music Awards năm 2016.
Album phòng thu thứ hai Wings (2016) đoạt giải Album của năm tại Seoul Music Awards lần thứ 26 và Album của năm – quý 4 tại Gaon Chart Music Awards năm 2017. Bài hát chủ đề "Blood Sweat & Tears" của album được đề cử trong hạng mục Bài hát của năm tại Mnet Asian Music Awards năm 2016. "Spring Day", bài hát chủ đề của album tái phát hành You Never Walk Alone (2017) từ Wings mang về cho nhóm giải Bài hát của năm tại Melon Music Awards lần thứ 9. Album mini thứ năm Love Yourself: Her (2017) của nhóm và bài hát chủ đề "DNA" mang về cho BTS danh hiệu Nhạc sĩ của năm tại Korean Music Awards lần thứ 15, trong khi mini album đoạt giải Daesang đĩa vật lý tại lễ trao giải Golden Disc Awards lần thứ 32 và Album của năm – quý 3 tại Gaon Chart Music Awards năm 2018. Album phòng thu tiếng Hàn thứ ba Love Yourself: Tear (2018) của nhóm đoạt giải Album của năm tại Melon Music Awards năm 2018 và Mnet Asian Music Awards năm 2018. Bài hát chủ đề "Fake Love" của album đoạt giải Bài hát của năm và Bài hát nhạc Pop xuất sắc nhất tại Korean Music Awards lần thứ 16. Album tổng hợp tiếng Hàn thứ hai Love Yourself: Answer (2018) của nhóm mang về cho BTS giải Nghệ sĩ của năm trong 3 năm liên tiếp tại Mnet Asian Music Awards năm 2018 và Daesang đĩa vật lý tại Golden Disc Awards lần thứ 33. Tại lễ trao giải Melon Music Awards năm 2019, BTS trở thành nhóm nhạc đầu tiên nhận được tất cả các giải Daesang tại một lễ trao giải cuối năm với mini album thứ sáu Map of the Soul: Persona và bài hát chủ đề "Boy with Luv" (2019) của nhóm. Nhóm cũng nhận được tất cả 4 giải Daesang tại Mnet Asian Music Awards năm 2019, trở thành nghệ sĩ nhận được nhiều giải Daesang nhất trong lịch sử Mnet Asian Music Awards cũng như nghệ sĩ nhận được nhiều giải Daesang nhất trong lịch sử K-pop. Năm sau, BTS tiếp tục mở rộng kỷ lục này khi nhóm tiếp tục nhận được tất cả giải Daesang tại cả hai lễ trao giải Melon Music Awards năm 2020 và Mnet Asian Music Awards năm 2020. Tính đến tháng 11 năm 2023, nhóm đã nhận được tổng cộng 74 giải Daesang và vẫn là nghệ sĩ duy nhất — cũng như nghệ sĩ nhận được nhiều giải thưởng nhất — trong lịch sử Hàn Quốc đạt được thành tích này.
BTS sở hữu 25 kỷ lục Guinness thế giới, bao gồm hầu hết các kỷ lục về lượt tương tác trên mạng xã hội Twitter và video/video âm nhạc được xem nhiều nhất trên YouTube trong 24 giờ đầu tiên — thiết lập kỷ lục hàng năm cho video âm nhạc được xem nhiều nhất kể từ năm 2018 và gần đây nhất với "Butter" vào năm 2021. Sau khi thiết lập 13 kỷ lục thế giới chỉ trong năm 2021, nhóm được vinh danh trong danh sách Đại sảnh Danh vọng năm 2022 của tổ chức kỷ lục Guinness thế giới. Nhóm liên tiếp đoạt giải Nghệ sĩ mạng xã hội hàng đầu của Billboard kể từ năm 2017 và là nhóm nhạc K-pop duy nhất đoạt giải Bộ đôi/Nhóm nhạc hàng đầu tại Billboard Music Awards. BTS cũng là nhóm nhạc K-pop duy nhất đoạt giải Ban nhạc/Cặp đôi/Nhóm nhạc Pop/Rock được yêu thích nhất và Nghệ sĩ mạng xã hội được yêu thích nhất tại American Music Awards và vào năm 2021, nhóm trở thành nghệ sĩ châu Á đầu tiên trong lịch sử đoạt giải Nghệ sĩ của năm tại lễ trao giải này. Họ là nghệ sĩ nhạc pop Hàn Quốc đầu tiên được đề cử cho giải Grammy và là nghệ sĩ Hàn Quốc đầu tiên được đề cử cho giải Brit. BTS cũng được vinh danh trong danh sách Time 100 vào năm 2019, đồng thời là những người trẻ tuổi nhất từng được Tổng thống Hàn Quốc trao tặng Huân chương Văn hóa. Tháng 7 năm 2021, họ được Tổng thống Moon Jae-in bổ nhiệm làm Đặc phái viên của Tổng thống về Thế hệ Tương lai và Văn hóa. Năm 2022, nhóm nhận được 10 giải thưởng tại Japan Gold Disc Awards lần thứ 36, bao gồm kỷ lục 4 lần liên tiếp đoạt giải Nghệ sĩ của năm (Châu Á), trở thành nghệ sĩ nước ngoài nhận được nhiều giải thưởng nhất — tổng cộng là 30 — trong lịch sử của lễ trao giải. Họ là nghệ sĩ nước ngoài duy nhất chiến thắng liên tiếp trong hạng mục này và nhận được 10 giải thưởng chỉ trong một lễ trao giải.

## Giải thưởng và đề cử
- A
- Ă
- Â
- B
- Đ
- E
- F
- G
- I
- J
- K
- L
- M
- N
- P
- R
- S
- T
- U
- Ư
- V
- W

| Giải thưởng                               | Năm  | Hạng mục                                                          | Đề cử                                                                               | Kết quả      | Nguồn           |
| ----------------------------------------- | ---- | ----------------------------------------------------------------- | ----------------------------------------------------------------------------------- | ------------ | --------------- |
| American Music Awards                     | 2018 | Nghệ sĩ mạng xã hội được yêu thích nhất                           | BTS                                                                                 | Đoạt giải    | [ 20 ]          |
| American Music Awards                     | 2019 | Bộ đôi/Nhóm nhạc Pop/Rock được yêu thích nhất                     | BTS                                                                                 | Đoạt giải    | [ 21 ]          |
| American Music Awards                     | 2019 | Nghệ sĩ mạng xã hội được yêu thích nhất                           | BTS                                                                                 | Đoạt giải    | [ 21 ]          |
| American Music Awards                     | 2019 | Chuyến lưu diễn của năm                                           | BTS                                                                                 | Đoạt giải    | [ 21 ]          |
| American Music Awards                     | 2020 | Bộ đôi/Nhóm nhạc Pop/Rock được yêu thích nhất                     | BTS                                                                                 | Đoạt giải    | [ 22 ]          |
| American Music Awards                     | 2020 | Nghệ sĩ mạng xã hội được yêu thích nhất                           | BTS                                                                                 | Đoạt giải    | [ 22 ]          |
| American Music Awards                     | 2021 | Nghệ sĩ của năm                                                   | BTS                                                                                 | Đoạt giải    | [ 23 ]          |
| American Music Awards                     | 2021 | Bộ đôi/Nhóm nhạc Pop/Rock được yêu thích nhất                     | BTS                                                                                 | Đoạt giải    | [ 23 ]          |
| American Music Awards                     | 2021 | Bài hát nhạc Pop được yêu thích nhất                              | "Butter"                                                                            | Đoạt giải    | [ 23 ]          |
| Anugerah Bintang Popular Berita Harian    | 2019 | Nghệ sĩ Hàn Quốc nổi tiếng nhất                                   | BTS                                                                                 | Đoạt giải    | [ 24 ]          |
| APAN Music Awards                         | 2020 | 10 giải APAN hàng đầu (Bonsang)                                   | BTS                                                                                 | Đoạt giải    | [ 25 ]          |
| APAN Music Awards                         | 2020 | Nhóm nhạc xuất sắc nhất – nam (Hàn Quốc)                          | BTS                                                                                 | Đoạt giải    | [ 25 ]          |
| APAN Music Awards                         | 2020 | Thành tích số 1 (Daesang)                                         | BTS                                                                                 | Đoạt giải    | [ 26 ]          |
| APAN Music Awards                         | 2020 | Nhóm nhạc xuất sắc nhất – nam (toàn cầu)                          | BTS                                                                                 | Đề cử        | [ 27 ]          |
| APAN Music Awards                         | 2020 | Biểu tượng xuất sắc                                               | BTS                                                                                 | Đề cử        | [ 28 ]          |
| APAN Music Awards                         | 2020 | Video âm nhạc xuất sắc nhất                                       | BTS                                                                                 | Đề cử        | [ 28 ]          |
| APAN Music Awards                         | 2020 | Trình diễn xuất sắc nhất                                          | BTS                                                                                 | Đề cử        | [ 29 ]          |
| APAN Music Awards                         | 2020 | Giải thưởng KT Seezn Star – ca sĩ                                 | BTS                                                                                 | Đề cử        | [ 30 ]          |
| Asia Artist Awards                        | 2016 | Nghệ sĩ xuất sắc nhất – âm nhạc                                   | BTS                                                                                 | Đoạt giải    | [ 31 ]          |
| Asia Artist Awards                        | 2016 | Biểu tượng xuất sắc – âm nhạc                                     | BTS                                                                                 | Đoạt giải    | [ 31 ]          |
| Asia Artist Awards                        | 2016 | Nghệ sĩ nổi tiếng nhất – âm nhạc                                  | BTS                                                                                 | Đề cử        | [ 32 ]          |
| Asia Artist Awards                        | 2017 | Nghệ sĩ nổi tiếng nhất – âm nhạc                                  | BTS                                                                                 | Đề cử        | [ 33 ]          |
| Asia Artist Awards                        | 2018 | Nghệ sĩ của năm – âm nhạc                                         | BTS                                                                                 | Đoạt giải    | [ 34 ]          |
| Asia Artist Awards                        | 2018 | Daesang – âm nhạc                                                 | BTS                                                                                 | Đoạt giải    | [ 34 ]          |
| Asia Artist Awards                        | 2018 | Fabulous Award – âm nhạc                                          | BTS                                                                                 | Đoạt giải    | [ 34 ]          |
| Asia Artist Awards                        | 2018 | Korean Tourism Appreciation                                       | BTS                                                                                 | Đoạt giải    | [ 34 ]          |
| Asia Artist Awards                        | 2018 | Nghệ sĩ nổi tiếng nhất – âm nhạc                                  | BTS                                                                                 | Đoạt giải    | [ 34 ]          |
| Asia Artist Awards                        | 2019 | Nghệ sĩ nổi tiếng nhất theo AAA X Dongnam Media & FPT Polytechnic | BTS                                                                                 | Đề cử        | [ 35 ]          |
| Asia Artist Awards                        | 2019 | Nghệ sĩ nổi tiếng nhất – âm nhạc                                  | BTS                                                                                 | Shortlisted  | [ 36 ]          |
| Asia Artist Awards                        | 2020 | Nghệ sĩ nổi tiếng nhất                                            | BTS                                                                                 | Đoạt giải    | [ 37 ]          |
| Asia Artist Awards                        | 2020 | Nghệ sĩ nổi tiếng nhất – ca sĩ nam                                | BTS                                                                                 | Đoạt giải    | [ 37 ]          |
| Asia Artist Awards                        | 2020 | Bài hát của năm                                                   | "Dynamite"                                                                          | Đoạt giải    | [ 37 ]          |
| Asia Artist Awards                        | 2021 | Nghệ sĩ nổi tiếng nhất theo AAA Japan – nhóm nhạc nam             | BTS                                                                                 | Đề cử        | [ 38 ]          |
| Asia Artist Awards                        | 2021 | Nghệ sĩ nổi tiếng nhất theo U+Idol Live – nhóm nhạc nam           | BTS                                                                                 | Đoạt giải    | [ 39 ]          |
| The Asian Awards                          | 2018 | Thành tích xuất sắc trong âm nhạc                                 | BTS                                                                                 | Đoạt giải    | [ 40 ]          |
| BBC Radio1 Teen Awards                    | 2018 | Nhóm nhạc quốc tế được yêu thích nhất                             | BTS                                                                                 | Đoạt giải    | [ 41 ]          |
| BBC Radio1 Teen Awards                    | 2018 | Ngôi sao phương tiện truyền thông mạng xã hội                     | BTS                                                                                 | Đoạt giải    | [ 41 ]          |
| Billboard Music Awards                    | 2017 | Nghệ sĩ mạng xã hội hàng đầu                                      | BTS                                                                                 | Đoạt giải    | [ 42 ]          |
| Billboard Music Awards                    | 2018 | Nghệ sĩ mạng xã hội hàng đầu                                      | BTS                                                                                 | Đoạt giải    | [ 43 ]          |
| Billboard Music Awards                    | 2019 | Bộ đôi/Nhóm nhạc hàng đầu                                         | BTS                                                                                 | Đoạt giải    | [ 44 ]          |
| Billboard Music Awards                    | 2019 | Nghệ sĩ mạng xã hội hàng đầu                                      | BTS                                                                                 | Đoạt giải    | [ 45 ]          |
| Billboard Music Awards                    | 2020 | Nghệ sĩ mạng xã hội hàng đầu                                      | BTS                                                                                 | Đoạt giải    | [ 46 ]          |
| Billboard Music Awards                    | 2020 | Bộ đôi/Nhóm nhạc hàng đầu                                         | BTS                                                                                 | Đề cử        | [ 47 ]          |
| Billboard Music Awards                    | 2021 | Bộ đôi/Nhóm nhạc hàng đầu                                         | BTS                                                                                 | Đoạt giải    | [ 48 ]          |
| Billboard Music Awards                    | 2021 | Bài hát bán chạy nhất                                             | "Dynamite"                                                                          | Đoạt giải    | [ 48 ]          |
| Billboard Music Awards                    | 2021 | Nghệ sĩ mạng xã hội hàng đầu                                      | BTS                                                                                 | Đoạt giải    | [ 48 ]          |
| Billboard Music Awards                    | 2021 | Nghệ sĩ bán chạy bài hát hàng đầu                                 | BTS                                                                                 | Đoạt giải    | [ 48 ]          |
| BraVo Music Awards                        | 2019 | Nhóm nhạc của năm                                                 | BTS                                                                                 | Đoạt giải    | [ 52 ]          |
| Bravo Otto                                | 2019 | Bộ đôi/Nhóm nhạc xuất sắc nhất                                    | BTS                                                                                 | Vàng         | [ 53 ]          |
| Bravo Otto                                | 2020 | K-pop xuất sắc nhất                                               | BTS                                                                                 | Bạc          | [ 54 ] [ 55 ]   |
| Bravo Otto                                | 2021 | K-pop xuất sắc nhất                                               | BTS                                                                                 | Bạc          | [ 56 ]          |
| Bravo Otto                                | 2022 | Bộ đôi/Nhóm nhạc xuất sắc nhất                                    | BTS                                                                                 | Bạc          | [ 57 ]          |
| BreakTudo Awards                          | 2017 | Cộng đồng người hâm mộ xuất sắc nhất                              | BTS                                                                                 | Đoạt giải    | [ 58 ]          |
| BreakTudo Awards                          | 2017 | Nhóm nhạc quốc tế được yêu thích nhất                             | BTS                                                                                 | Đoạt giải    | [ 58 ]          |
| BreakTudo Awards                          | 2018 | Cộng đồng người hâm mộ xuất sắc nhất                              | BTS                                                                                 | Đoạt giải    | [ 59 ]          |
| BreakTudo Awards                          | 2018 | Nhóm nhạc quốc tế được yêu thích nhất                             | BTS                                                                                 | Đoạt giải    | [ 59 ]          |
| BreakTudo Awards                          | 2018 | Nhóm nhạc K-pop được yêu thích nhất                               | BTS                                                                                 | Đoạt giải    | [ 59 ]          |
| BreakTudo Awards                          | 2018 | Nhóm nhạc nam K-pop                                               | BTS                                                                                 | Đoạt giải    | [ 59 ]          |
| BreakTudo Awards                          | 2019 | Cộng đồng người hâm mộ quốc tế xuất sắc nhất                      | BTS                                                                                 | Đoạt giải    | [ 60 ]          |
| BreakTudo Awards                          | 2019 | Nhóm nhạc quốc tế được yêu thích nhất                             | BTS                                                                                 | Đoạt giải    | [ 60 ]          |
| BreakTudo Awards                          | 2019 | Video bùng nổ của năm                                             | "Boy with Luv"                                                                      | Đề cử        | [ 61 ]          |
| BreakTudo Awards                          | 2019 | Nhóm nhạc nam K-pop                                               | BTS                                                                                 | Đề cử        | [ 61 ]          |
| BreakTudo Awards                          | 2020 | Cộng đồng người hâm mộ quốc tế                                    | BTS                                                                                 | Đề cử        | [ 62 ]          |
| BreakTudo Awards                          | 2020 | Nhóm nhạc quốc tế                                                 | BTS                                                                                 | Đề cử        | [ 62 ]          |
| BreakTudo Awards                          | 2020 | Video âm nhạc quốc tế                                             | "Stay Gold"                                                                         | Đề cử        | [ 62 ]          |
| BreakTudo Awards                          | 2020 | Nhóm nhạc nam K-pop                                               | BTS                                                                                 | Đề cử        | [ 62 ]          |
| BreakTudo Awards                          | 2021 | Bản hit quốc tế                                                   | "Butter"                                                                            | Đoạt giải    | [ 63 ]          |
| BreakTudo Awards                          | 2021 | Cộng đồng người hâm mộ quốc tế                                    | BTS                                                                                 | Đề cử        | [ 63 ]          |
| BreakTudo Awards                          | 2021 | Nhóm nhạc quốc tế                                                 | BTS                                                                                 | Đề cử        | [ 63 ]          |
| BreakTudo Awards                          | 2021 | Video âm nhạc quốc tế                                             | "Dynamite"                                                                          | Đề cử        | [ 63 ]          |
| BreakTudo Awards                          | 2021 | Nhóm nhạc nam K-pop                                               | BTS                                                                                 | Đề cử        | [ 63 ]          |
| Brit Awards                               | 2021 | Nhóm nhạc quốc tế                                                 | BTS                                                                                 | Đề cử        | [ 64 ]          |
| Brit Awards                               | 2022 | Nhóm nhạc quốc tế                                                 | BTS                                                                                 | Đề cử        | [ 65 ]          |
| E! People's Choice Awards                 | 2018 | Nhóm nhạc của năm                                                 | BTS                                                                                 | Đoạt giải    | [ 66 ]          |
| E! People's Choice Awards                 | 2018 | Video âm nhạc của năm                                             | "Idol"                                                                              | Đoạt giải    | [ 66 ]          |
| E! People's Choice Awards                 | 2018 | Người nổi tiếng trên mạng xã hội của năm                          | BTS                                                                                 | Đoạt giải    | [ 66 ]          |
| E! People's Choice Awards                 | 2018 | Bài hát của năm                                                   | "Idol"                                                                              | Đoạt giải    | [ 66 ]          |
| E! People's Choice Awards                 | 2019 | Chuyến lưu diễn hòa nhạc của năm 2019                             | Love Yourself: Speak Yourself                                                       | Đề cử        | [ 67 ]          |
| E! People's Choice Awards                 | 2019 | Nhóm nhạc của năm 2019                                            | BTS                                                                                 | Đề cử        | [ 67 ]          |
| E! People's Choice Awards                 | 2019 | Video âm nhạc của năm 2019                                        | "Boy with Luv"                                                                      | Đề cử        | [ 67 ]          |
| E! People's Choice Awards                 | 2020 | Album của năm 2020                                                | Map of the Soul: 7                                                                  | Đoạt giải    | [ 68 ]          |
| E! People's Choice Awards                 | 2020 | Nhóm nhạc của năm 2020                                            | BTS                                                                                 | Đoạt giải    | [ 68 ]          |
| E! People's Choice Awards                 | 2020 | Video âm nhạc của năm 2020                                        | "Dynamite"                                                                          | Đoạt giải    | [ 68 ]          |
| E! People's Choice Awards                 | 2020 | Bài hát của năm 2020                                              | "Dynamite"                                                                          | Đoạt giải    | [ 68 ]          |
| E! People's Choice Awards                 | 2021 | Nhóm nhạc của năm 2021                                            | BTS                                                                                 | Đoạt giải    | [ 69 ]          |
| E! People's Choice Awards                 | 2021 | Video âm nhạc của năm 2021                                        | "Butter"                                                                            | Đoạt giải    | [ 69 ]          |
| E! People's Choice Awards                 | 2021 | Video âm nhạc của năm 2021                                        | "My Universe" (với Coldplay)"                                                       | Đề cử        | [ 69 ]          |
| E! People's Choice Awards                 | 2021 | Bài hát của năm 2021                                              | "Butter"                                                                            | Đoạt giải    | [ 69 ]          |
| Edaily Culture Awards                     | 2019 | Hạng mục buổi hòa nhạc                                            | Love Yourself World Tour                                                            | Đoạt giải    | [ 72 ]          |
| Edaily Culture Awards                     | 2019 | Daesang                                                           | BTS                                                                                 | Đoạt giải    | [ 72 ]          |
| The Fact Music Awards                     | 2019 | Nghệ sĩ của năm                                                   | BTS                                                                                 | Đoạt giải    | [ 73 ]          |
| The Fact Music Awards                     | 2019 | Album xuất sắc nhất                                               | Love Yourself: Answer                                                               | Đoạt giải    | [ 73 ]          |
| The Fact Music Awards                     | 2019 | Daesang                                                           | BTS                                                                                 | Đoạt giải    | [ 73 ]          |
| The Fact Music Awards                     | 2019 | Nghệ sĩ nổi tiếng nhất theo U+Idol Live                           | BTS                                                                                 | Đoạt giải    | [ 73 ]          |
| The Fact Music Awards                     | 2019 | Nghệ sĩ được bình chọn nhiều nhất theo Fan N Star                 | BTS                                                                                 | Đề cử        | [ 74 ]          |
| The Fact Music Awards                     | 2020 | Nghệ sĩ của năm                                                   | BTS                                                                                 | Đoạt giải    | [ 75 ]          |
| The Fact Music Awards                     | 2020 | Daesang                                                           | BTS                                                                                 | Đoạt giải    | [ 75 ]          |
| The Fact Music Awards                     | 2020 | Giải thưởng do người nghe bình chọn                               | BTS                                                                                 | Đoạt giải    | [ 75 ]          |
| The Fact Music Awards                     | 2020 | Nghệ sĩ nổi tiếng nhất theo TMA                                   | BTS                                                                                 | Đoạt giải    | [ 75 ]          |
| The Fact Music Awards                     | 2020 | Nghệ sĩ được bình chọn nhiều nhất theo Fan N Star                 | BTS                                                                                 | Đề cử        | [ 76 ]          |
| The Fact Music Awards                     | 2020 | Daesang                                                           | BTS                                                                                 | Đoạt giải    | [ 77 ]          |
| The Fact Music Awards                     | 2020 | Sự lựa chọn của người nghe                                        | BTS                                                                                 | Đoạt giải    | [ 77 ]          |
| The Fact Music Awards                     | 2020 | Biểu tượng toàn cầu                                               | BTS                                                                                 | Đoạt giải    | [ 77 ]          |
| The Fact Music Awards                     | 2020 | Nghệ sĩ của năm                                                   | BTS                                                                                 | Đoạt giải    | [ 77 ]          |
| The Fact Music Awards                     | 2020 | Nghệ sĩ được bình chọn nhiều nhất theo Fan N Star                 | BTS                                                                                 | Đề cử        | [ 78 ]          |
| The Fact Music Awards                     | 2020 | Nghệ sĩ nổi tiếng nhất theo TMA                                   | BTS                                                                                 | Đề cử        | [ 78 ]          |
| The Fact Music Awards                     | 2021 | Nghệ sĩ của năm                                                   | BTS                                                                                 | Đoạt giải    | [ 79 ]          |
| The Fact Music Awards                     | 2021 | Daesang                                                           | BTS                                                                                 | Đoạt giải    | [ 79 ]          |
| The Fact Music Awards                     | 2021 | Nghệ sĩ được bình chọn nhiều nhất theo Fan N Star                 | BTS                                                                                 | Đoạt giải    | [ 79 ]          |
| The Fact Music Awards                     | 2021 | Sự lựa chọn của người nghe                                        | BTS                                                                                 | Đoạt giải    | [ 79 ]          |
| The Fact Music Awards                     | 2021 | Nghệ sĩ nổi tiếng nhất theo U+Idol Live                           | BTS                                                                                 | Đoạt giải    | [ 79 ]          |
| The Fact Music Awards                     | 2021 | Quảng cáo xuất sắc nhất                                           | BTS                                                                                 | Đề cử        | [ 80 ]          |
| The Fact Music Awards                     | 2021 | Nghệ sĩ được bình chọn nhiều nhất theo Fan N Star                 | BTS                                                                                 | Đề cử        | [ 80 ]          |
| Gaffa-Prisen                              | 2019 | Album quốc tế xuất sắc nhất                                       | Love Yourself: Answer                                                               | Đoạt giải    | [ 81 ]          |
| Gaffa-Prisen                              | 2019 | Nhóm nhạc quốc tế xuất sắc nhất                                   | BTS                                                                                 | Đoạt giải    | [ 81 ]          |
| Gaffa-Prisen                              | 2019 | Best New International Name                                       | BTS                                                                                 | Đề cử        | [ 82 ]          |
| Gaffa-Prisen                              | 2021 | Album quốc tế xuất sắc nhất                                       | Map of the Soul: 7                                                                  | Đoạt giải    | [ 83 ]          |
| Gaffa-Prisen                              | 2021 | Nhóm nhạc quốc tế xuất sắc nhất                                   | BTS                                                                                 | Đoạt giải    | [ 83 ]          |
| Gaon Chart Music Awards                   | 2014 | Nghệ sĩ mới xuất sắc nhất – nhóm nhạc nam                         | BTS                                                                                 | Đoạt giải    | [ 84 ]          |
| Gaon Chart Music Awards                   | 2015 | Tân binh toàn cầu                                                 | BTS                                                                                 | Đoạt giải    | [ 84 ]          |
| Gaon Chart Music Awards                   | 2016 | Ngôi sao K-pop Hallyu toàn cầu                                    | BTS                                                                                 | Đoạt giải    | [ 84 ]          |
| Gaon Chart Music Awards                   | 2016 | Album của năm – quý 2                                             | The Most Beautiful Moment in Life, Pt. 1                                            | Đề cử        | [ 85 ]          |
| Gaon Chart Music Awards                   | 2016 | Album của năm – quý 4                                             | The Most Beautiful Moment in Life, Pt. 2                                            | Đề cử        | [ 85 ]          |
| Gaon Chart Music Awards                   | 2017 | Album của năm – quý 4                                             | Wings                                                                               | Đoạt giải    | [ 84 ]          |
| Gaon Chart Music Awards                   | 2017 | Nghệ sĩ nổi tiếng nhất toàn cầu theo V Live                       | BTS                                                                                 | Đoạt giải    | [ 84 ]          |
| Gaon Chart Music Awards                   | 2017 | Album của năm – quý 2                                             | The Most Beautiful Moment in Life: Young Forever                                    | Đề cử        | [ 86 ]          |
| Gaon Chart Music Awards                   | 2017 | Bài hát của năm – tháng 10                                        | "Blood Sweat & Tears"                                                               | Đề cử        | [ 87 ]          |
| Gaon Chart Music Awards                   | 2018 | Album của năm – quý 1                                             | You Never Walk Alone                                                                | Đoạt giải    | [ 84 ]          |
| Gaon Chart Music Awards                   | 2018 | Album của năm – quý 3                                             | Love Yourself: Her                                                                  | Đoạt giải    | [ 84 ]          |
| Gaon Chart Music Awards                   | 2018 | Bài hát của năm – tháng 2                                         | "Spring Day"                                                                        | Đề cử        | [ 88 ]          |
| Gaon Chart Music Awards                   | 2018 | Bài hát của năm – tháng 9                                         | "DNA"                                                                               | Đề cử        | [ 88 ]          |
| Gaon Chart Music Awards                   | 2019 | Album của năm – quý 2                                             | Love Yourself: Tear                                                                 | Đoạt giải    | [ 89 ]          |
| Gaon Chart Music Awards                   | 2019 | Album của năm – quý 3                                             | Love Yourself: Answer                                                               | Đoạt giải    | [ 89 ]          |
| Gaon Chart Music Awards                   | 2019 | Nghệ sĩ đóng góp nhiều nhất cho K-pop                             | BTS                                                                                 | Đoạt giải    | [ 90 ]          |
| Gaon Chart Music Awards                   | 2019 | Bài hát của năm – tháng 5                                         | "Fake Love"                                                                         | Đề cử        | [ 3 ]           |
| Gaon Chart Music Awards                   | 2019 | Bài hát của năm – tháng 5                                         | "The Truth Untold"                                                                  | Đề cử        | [ 3 ]           |
| Gaon Chart Music Awards                   | 2019 | Bài hát của năm – tháng 8                                         | "Idol"                                                                              | Đề cử        | [ 3 ]           |
| Gaon Chart Music Awards                   | 2020 | Album của năm – quý 2                                             | Map of the Soul: Persona                                                            | Đoạt giải    | [ 91 ]          |
| Gaon Chart Music Awards                   | 2020 | Album bán lẻ của năm                                              | Map of the Soul: Persona                                                            | Đoạt giải    | [ 91 ]          |
| Gaon Chart Music Awards                   | 2020 | Ngôi sao mạng xã hội của năm                                      | BTS                                                                                 | Đoạt giải    | [ 91 ]          |
| Gaon Chart Music Awards                   | 2020 | Bài hát của năm – tháng 4                                         | "Boy with Luv"                                                                      | Đề cử        | [ 92 ]          |
| Gaon Chart Music Awards                   | 2021 | Album của năm – quý 1                                             | Map of the Soul: 7                                                                  | Đoạt giải    | [ 93 ]          |
| Gaon Chart Music Awards                   | 2021 | Album của năm – quý 4                                             | Be                                                                                  | Đoạt giải    | [ 93 ]          |
| Gaon Chart Music Awards                   | 2021 | Album bán lẻ của năm                                              | Map of the Soul: 7                                                                  | Đoạt giải    | [ 93 ]          |
| Gaon Chart Music Awards                   | 2021 | Bài hát của năm – tháng 2                                         | "On"                                                                                | Đoạt giải    | [ 93 ]          |
| Gaon Chart Music Awards                   | 2021 | Bài hát của năm – tháng 8                                         | "Dynamite"                                                                          | Đoạt giải    | [ 93 ]          |
| Gaon Chart Music Awards                   | 2021 | Bài hát của năm – tháng 11                                        | "Life Goes On"                                                                      | Đoạt giải    | [ 93 ]          |
| Gaon Chart Music Awards                   | 2021 | Sự lựa chọn toàn cầu theo Mubeat – nam                            | BTS                                                                                 | Đề cử        | [ 94 ]          |
| Gaon Chart Music Awards                   | 2021 | Bài hát của năm – tháng 1                                         | "Black Swan"                                                                        | Đề cử        | [ 95 ]          |
| Gaon Chart Music Awards                   | 2021 | Bài hát của năm – tháng 2                                         | "Filter"                                                                            | Đề cử        | [ 95 ]          |
| Gaon Chart Music Awards                   | 2021 | Bài hát của năm – tháng 2                                         | "Friends"                                                                           | Đề cử        | [ 95 ]          |
| Gaon Chart Music Awards                   | 2021 | Bài hát của năm – tháng 2                                         | "Zero O'Clock"                                                                      | Đề cử        | [ 95 ]          |
| Gaon Chart Music Awards                   | 2021 | Bài hát của năm – tháng 10                                        | "Savage Love (Laxed – Siren Beat) (BTS Remix)"                                      | Đề cử        | [ 96 ]          |
| Gaon Chart Music Awards                   | 2022 | Album của năm – quý 3                                             | Butter                                                                              | Đoạt giải    | [ 97 ]          |
| Gaon Chart Music Awards                   | 2022 | Sự lựa chọn toàn cầu theo Mubeat – nam                            | BTS                                                                                 | Đoạt giải    | [ 97 ]          |
| Gaon Chart Music Awards                   | 2022 | Bài hát trụ đường dài của năm                                     | "Dynamite"                                                                          | Đoạt giải    | [ 97 ]          |
| Gaon Chart Music Awards                   | 2022 | Album bán lẻ của năm                                              | Butter                                                                              | Đoạt giải    | [ 97 ]          |
| Gaon Chart Music Awards                   | 2022 | Ngôi sao mạng xã hội của năm                                      | BTS                                                                                 | Đoạt giải    | [ 97 ]          |
| Gaon Chart Music Awards                   | 2022 | Bài hát của năm – tháng 5                                         | "Butter"                                                                            | Đoạt giải    | [ 97 ]          |
| Gaon Chart Music Awards                   | 2022 | Bài hát của năm – tháng 7                                         | "Permission to Dance"                                                               | Đoạt giải    | [ 97 ]          |
| Gaon Chart Music Awards                   | 2022 | Bài hát của năm – tháng 9                                         | "My Universe" (với Coldplay)                                                        | Đoạt giải    | [ 97 ]          |
| Genie Music Awards                        | 2018 | Nghệ sĩ của năm                                                   | BTS                                                                                 | Đoạt giải    | [ 98 ]          |
| Genie Music Awards                        | 2018 | Album của năm (kỹ thuật số)                                       | Love Yourself: Answer                                                               | Đoạt giải    | [ 98 ]          |
| Genie Music Awards                        | 2018 | Trình diễn vũ đạo xuất sắc nhất – nam                             | "Idol"                                                                              | Đoạt giải    | [ 98 ]          |
| Genie Music Awards                        | 2018 | Video âm nhạc xuất sắc nhất                                       | "Idol"                                                                              | Đoạt giải    | [ 98 ]          |
| Genie Music Awards                        | 2018 | Cộng đồng người hâm mộ xuất sắc nhất                              | BTS                                                                                 | Đoạt giải    | [ 98 ]          |
| Genie Music Awards                        | 2018 | Nhóm nhạc xuất sắc nhất – nam                                     | BTS                                                                                 | Đoạt giải    | [ 98 ]          |
| Genie Music Awards                        | 2018 | Phong cách xuất sắc nhất                                          | BTS                                                                                 | Đoạt giải    | [ 98 ]          |
| Genie Music Awards                        | 2018 | Nghệ sĩ nổi tiếng nhất theo Genie Music                           | BTS                                                                                 | Đoạt giải    | [ 98 ]          |
| Genie Music Awards                        | 2018 | Nghệ sĩ nổi tiếng nhất toàn cầu theo Genie Music                  | BTS                                                                                 | Đoạt giải    | [ 98 ]          |
| Genie Music Awards                        | 2018 | Trình diễn Rap/Hip Hop xuất sắc nhất                              | "Fake Love"                                                                         | Đề cử        | [ 99 ]          |
| Genie Music Awards                        | 2018 | Bài hát của năm                                                   | "Fake Love"                                                                         | Đề cử        | [ 99 ]          |
| Genie Music Awards                        | 2018 | Bài hát của năm                                                   | "Idol"                                                                              | Đề cử        | [ 99 ]          |
| Genie Music Awards                        | 2018 | Nghệ sĩ bán chạy nhất của năm                                     | BTS                                                                                 | Đề cử        | [ 99 ]          |
| Genie Music Awards                        | 2019 | Nghệ sĩ nổi tiếng nhất theo Genie Music                           | BTS                                                                                 | Đoạt giải    | [ 100 ]         |
| Genie Music Awards                        | 2019 | Nghệ sĩ nổi tiếng nhất toàn cầu                                   | BTS                                                                                 | Đoạt giải    | [ 100 ]         |
| Genie Music Awards                        | 2019 | Nhóm nhạc nam                                                     | BTS                                                                                 | Đoạt giải    | [ 100 ]         |
| Genie Music Awards                        | 2019 | Nghệ sĩ trình diễn – nam                                          | BTS                                                                                 | Đoạt giải    | [ 100 ]         |
| Genie Music Awards                        | 2019 | Nghệ sĩ hàng đầu                                                  | BTS                                                                                 | Đoạt giải    | [ 100 ]         |
| Genie Music Awards                        | 2019 | Video hàng đầu                                                    | BTS                                                                                 | Đoạt giải    | [ 100 ]         |
| Genie Music Awards                        | 2019 | Nghệ sĩ bán chạy nhất                                             | BTS                                                                                 | Đề cử        | [ 101 ]         |
| Genie Music Awards                        | 2019 | Âm nhạc hàng đầu                                                  | BTS                                                                                 | Đề cử        | [ 101 ]         |
| Genie Music Awards                        | 2020 | Album của năm                                                     | Map of the Soul: 7                                                                  | Đoạt giải    | [ 102 ]         |
| Genie Music Awards                        | 2020 | Đĩa đơn xuất sắc nhất – vũ đạo                                    | "Dynamite"                                                                          | Đoạt giải    | [ 103 ]         |
| Genie Music Awards                        | 2020 | Nghệ sĩ của năm                                                   | BTS                                                                                 | Đề cử        | [ 104 ]         |
| Golden Disc Awards                        | 2014 | Tân binh của năm                                                  | BTS                                                                                 | Đoạt giải    | [ 105 ]         |
| Golden Disc Awards                        | 2015 | Bonsang đĩa vật lý                                                | Dark & Wild                                                                         | Đoạt giải    | [ 106 ]         |
| Golden Disc Awards                        | 2015 | Daesang đĩa vật lý                                                | Dark & Wild                                                                         | Shortlisted  | [ 106 ]         |
| Golden Disc Awards                        | 2016 | Bonsang đĩa vật lý                                                | The Most Beautiful Moment in Life, Pt. 1                                            | Đoạt giải    | [ 108 ]         |
| Golden Disc Awards                        | 2016 | Daesang đĩa vật lý                                                | The Most Beautiful Moment in Life, Pt. 1                                            | Shortlisted  | [ 108 ]         |
| Golden Disc Awards                        | 2016 | Nghệ sĩ nổi tiếng nhất toàn cầu                                   | BTS                                                                                 | Đề cử        | [ 109 ]         |
| Golden Disc Awards                        | 2017 | Bonsang đĩa vật lý                                                | Wings                                                                               | Đoạt giải    | [ 110 ]         |
| Golden Disc Awards                        | 2017 | Nghệ sĩ K-pop toàn cầu                                            | BTS                                                                                 | Đoạt giải    | [ 110 ]         |
| Golden Disc Awards                        | 2017 | Nghệ sĩ nổi tiếng nhất Châu Á                                     | BTS                                                                                 | Đề cử        | [ 111 ]         |
| Golden Disc Awards                        | 2017 | Daesang đĩa vật lý                                                | Wings                                                                               | Shortlisted  | [ 110 ]         |
| Golden Disc Awards                        | 2018 | Bonsang kỹ thuật số                                               | "Spring Day"                                                                        | Đoạt giải    | [ 112 ]         |
| Golden Disc Awards                        | 2018 | Bonsang đĩa vật lý                                                | Love Yourself: Her                                                                  | Đoạt giải    | [ 112 ]         |
| Golden Disc Awards                        | 2018 | Daesang đĩa vật lý                                                | Love Yourself: Her                                                                  | Đoạt giải    | [ 112 ]         |
| Golden Disc Awards                        | 2018 | Daesang kỹ thuật số                                               | "Spring Day"                                                                        | Shortlisted  | [ 113 ]         |
| Golden Disc Awards                        | 2018 | Nghệ sĩ nổi tiếng nhất toàn cầu                                   | BTS                                                                                 | Đề cử        | [ 114 ]         |
| Golden Disc Awards                        | 2019 | Bonsang kỹ thuật số                                               | "Fake Love"                                                                         | Đoạt giải    | [ 115 ] [ 116 ] |
| Golden Disc Awards                        | 2019 | Bonsang đĩa vật lý                                                | Love Yourself: Answer                                                               | Đoạt giải    | [ 115 ] [ 116 ] |
| Golden Disc Awards                        | 2019 | Daesang đĩa vật lý                                                | Love Yourself: Answer                                                               | Đoạt giải    | [ 115 ] [ 116 ] |
| Golden Disc Awards                        | 2019 | Nghệ sĩ xuất sắc nhất toàn cầu theo V Live                        | BTS                                                                                 | Đoạt giải    | [ 115 ]         |
| Golden Disc Awards                        | 2019 | Ngôi sao K-pop nổi tiếng nhất                                     | BTS                                                                                 | Đoạt giải    | [ 115 ]         |
| Golden Disc Awards                        | 2019 | Nghệ sĩ nổi tiếng nhất                                            | BTS                                                                                 | Đoạt giải    | [ 115 ]         |
| Golden Disc Awards                        | 2019 | Daesang kỹ thuật số                                               | "Fake Love"                                                                         | Shortlisted  | [ 115 ]         |
| Golden Disc Awards                        | 2020 | Bonsang kỹ thuật số                                               | "Boy with Luv"                                                                      | Đoạt giải    | [ 117 ]         |
| Golden Disc Awards                        | 2020 | Daesang kỹ thuật số                                               | "Boy with Luv"                                                                      | Đoạt giải    | [ 117 ]         |
| Golden Disc Awards                        | 2020 | Bonsang đĩa vật lý                                                | Map of the Soul: Persona                                                            | Đoạt giải    | [ 117 ]         |
| Golden Disc Awards                        | 2020 | Daesang đĩa vật lý                                                | Map of the Soul: Persona                                                            | Đoạt giải    | [ 117 ]         |
| Golden Disc Awards                        | 2020 | Ngôi sao K-pop do người hâm mộ bình chọn                          | BTS                                                                                 | Đoạt giải    | [ 117 ]         |
| Golden Disc Awards                        | 2020 | Nghệ sĩ nổi tiếng nhất                                            | BTS                                                                                 | Đoạt giải    | [ 117 ]         |
| Golden Disc Awards                        | 2021 | Album của năm (Daesang)                                           | Map of the Soul: 7                                                                  | Đoạt giải    | [ 118 ]         |
| Golden Disc Awards                        | 2021 | Album xuất sắc nhất (Bonsang)                                     | Map of the Soul: 7                                                                  | Đoạt giải    | [ 118 ]         |
| Golden Disc Awards                        | 2021 | Bài hát kỹ thuật số xuất sắc nhất (Bonsang)                       | "Dynamite"                                                                          | Đoạt giải    | [ 118 ]         |
| Golden Disc Awards                        | 2021 | Nghệ sĩ được yêu thích nhất                                       | BTS                                                                                 | Đoạt giải    | [ 118 ]         |
| Golden Disc Awards                        | 2021 | Daesang kỹ thuật số                                               | "Dynamite"                                                                          | Shortlisted  | [ 119 ]         |
| Golden Disc Awards                        | 2021 | Ngôi sao K-pop do người hâm mộ bình chọn                          | BTS                                                                                 | Đề cử        | [ 120 ]         |
| Golden Disc Awards                        | 2022 | Album của năm (Daesang)                                           | Be                                                                                  | Đoạt giải    | [ 121 ]         |
| Golden Disc Awards                        | 2022 | Album xuất sắc nhất (Bonsang)                                     | Be                                                                                  | Đoạt giải    | [ 121 ]         |
| Golden Disc Awards                        | 2022 | Bài hát kỹ thuật số xuất sắc nhất (Bonsang)                       | "Butter"                                                                            | Đoạt giải    | [ 121 ]         |
| Golden Disc Awards                        | 2022 | Nghệ sĩ được yêu thích nhất                                       | BTS                                                                                 | Đoạt giải    | [ 121 ]         |
| Grammy Awards                             | 2021 | Trình diễn Song tấu/Nhóm nhạc Pop xuất sắc nhất                   | "Dynamite"                                                                          | Đề cử        | [ 122 ]         |
| Grammy Awards                             | 2022 | Trình diễn Song tấu/Nhóm nhạc Pop xuất sắc nhất                   | "Butter"                                                                            | Chưa công bố | [ 123 ]         |
| iF Product Design Awards                  | 2018 | Corporate Identity and Branding                                   | BTS                                                                                 | Đoạt giải    | [ 124 ]         |
| IFPI Awards                               | 2020 | Album bán chạy nhất toàn cầu ở mọi định dạng                      | Map of the Soul: 7                                                                  | Đoạt giải    | [ 125 ]         |
| IFPI Awards                               | 2020 | Doanh số album toàn cầu                                           | Map of the Soul: 7                                                                  | Đoạt giải    | [ 126 ]         |
| IFPI Awards                               | 2020 | Nghệ sĩ thu âm toàn cầu của năm 2020                              | BTS                                                                                 | Đoạt giải    | [ 127 ]         |
| IFPI Awards                               | 2021 | Nghệ sĩ thu âm toàn cầu của năm 2021                              | BTS                                                                                 | Đoạt giải    | [ 128 ]         |
| iHeartRadio MMVAs                         | 2018 | Bộ đôi/Nhóm nhạc được người hâm mộ yêu thích nhất                 | BTS                                                                                 | Đoạt giải    | [ 129 ]         |
| iHeartRadio Music Awards                  | 2018 | Nhóm nhạc nam xuất sắc nhất                                       | BTS                                                                                 | Đoạt giải    | [ 130 ]         |
| iHeartRadio Music Awards                  | 2018 | Đội quân người hâm mộ xuất sắc nhất                               | BTS                                                                                 | Đoạt giải    | [ 130 ]         |
| iHeartRadio Music Awards                  | 2019 | Đội quân người hâm mộ xuất sắc nhất                               | BTS                                                                                 | Đoạt giải    | [ 131 ]         |
| iHeartRadio Music Awards                  | 2020 | Đội quân người hâm mộ xuất sắc nhất                               | BTS                                                                                 | Đoạt giải    | [ 132 ]         |
| iHeartRadio Music Awards                  | 2020 | Video âm nhạc xuất sắc nhất                                       | "Boy with Luv"                                                                      | Đoạt giải    | [ 132 ]         |
| iHeartRadio Music Awards                  | 2021 | Đội quân người hâm mộ xuất sắc nhất                               | BTS                                                                                 | Đoạt giải    | [ 133 ]         |
| iHeartRadio Music Awards                  | 2021 | Video âm nhạc xuất sắc nhất                                       | "Dynamite"                                                                          | Đoạt giải    | [ 133 ]         |
| iHeartRadio Music Awards                  | 2021 | Video âm nhạc có vũ đạo được yêu thích nhất                       | "Dynamite"                                                                          | Đoạt giải    | [ 133 ]         |
| iHeartRadio Music Awards                  | 2021 | Bộ đôi/Nhóm nhạc xuất sắc nhất của năm                            | BTS                                                                                 | Đề cử        | [ 134 ]         |
| iHeartRadio Music Awards                  | 2022 | Bộ đôi/Nhóm nhạc xuất sắc nhất của năm                            | BTS                                                                                 | Chưa công bố | [ 135 ]         |
| iHeartRadio Music Awards                  | 2022 | Đội quân người hâm mộ xuất sắc nhất                               | BTS                                                                                 | Chưa công bố | [ 135 ]         |
| iHeartRadio Music Awards                  | 2022 | Video âm nhạc xuất sắc nhất                                       | "Butter"                                                                            | Chưa công bố | [ 135 ]         |
| Japan Gold Disc Awards                    | 2015 | 3 nghệ sĩ mới xuất sắc nhất (Châu Á)                              | BTS                                                                                 | Đoạt giải    | [ 136 ]         |
| Japan Gold Disc Awards                    | 2015 | Nghệ sĩ mới của năm (Châu Á)                                      | BTS                                                                                 | Đoạt giải    | [ 136 ]         |
| Japan Gold Disc Awards                    | 2017 | 3 album xuất sắc nhất (Châu Á)                                    | Youth                                                                               | Đoạt giải    | [ 137 ]         |
| Japan Gold Disc Awards                    | 2019 | Album của năm (Châu Á)                                            | Face Yourself                                                                       | Đoạt giải    | [ 138 ]         |
| Japan Gold Disc Awards                    | 2019 | 3 album xuất sắc nhất (Châu Á)                                    | Face Yourself                                                                       | Đoạt giải    | [ 138 ]         |
| Japan Gold Disc Awards                    | 2019 | 3 album xuất sắc nhất (Châu Á)                                    | Love Yourself: Answer                                                               | Đoạt giải    | [ 138 ]         |
| Japan Gold Disc Awards                    | 2019 | Nghệ sĩ Châu Á xuất sắc nhất                                      | BTS                                                                                 | Đoạt giải    | [ 138 ]         |
| Japan Gold Disc Awards                    | 2019 | Kỹ thuật quay video âm nhạc xuất sắc nhất (Châu Á)                | 2017 BTS Live Trilogy Episode III: The Wings Tour ~Special Edition~ at Kyocera Dome | Đoạt giải    | [ 138 ]         |
| Japan Gold Disc Awards                    | 2020 | 5 đĩa đơn xuất sắc nhất                                           | "Lights/Boy with Luv"                                                               | Đoạt giải    | [ 139 ]         |
| Japan Gold Disc Awards                    | 2020 | Nghệ sĩ Châu Á xuất sắc nhất                                      | BTS                                                                                 | Đoạt giải    | [ 139 ]         |
| Japan Gold Disc Awards                    | 2020 | Video âm nhạc xuất sắc nhất (Châu Á)                              | BTS World Tour: Love Yourself (Japan Edition)                                       | Đoạt giải    | [ 139 ]         |
| Japan Gold Disc Awards                    | 2020 | Bài hát của năm theo lượt tải (Châu Á)                            | "Lights"                                                                            | Đoạt giải    | [ 139 ]         |
| Japan Gold Disc Awards                    | 2021 | Album của năm (Châu Á)                                            | Map of the Soul: 7 – The Journey                                                    | Đoạt giải    | [ 140 ]         |
| Japan Gold Disc Awards                    | 2021 | 3 album xuất sắc nhất (Châu Á)                                    | Map of the Soul: 7                                                                  | Đoạt giải    | [ 140 ]         |
| Japan Gold Disc Awards                    | 2021 | 3 album xuất sắc nhất (Châu Á)                                    | Map of the Soul: 7 – The Journey                                                    | Đoạt giải    | [ 140 ]         |
| Japan Gold Disc Awards                    | 2021 | 5 bài hát xuất sắc nhất theo lượt phát trực tuyến                 | "Dynamite"                                                                          | Đoạt giải    | [ 140 ]         |
| Japan Gold Disc Awards                    | 2021 | Nghệ sĩ xuất sắc nhất (Châu Á)                                    | BTS                                                                                 | Đoạt giải    | [ 140 ]         |
| Japan Gold Disc Awards                    | 2021 | Video âm nhạc của năm (Châu Á)                                    | BTS World Tour Love Yourself: Speak Yourself (Japan Edition)                        | Đoạt giải    | [ 140 ]         |
| Japan Gold Disc Awards                    | 2021 | Bài hát của năm theo lượt tải (Châu Á)                            | "Dynamite"                                                                          | Đoạt giải    | [ 140 ]         |
| Japan Gold Disc Awards                    | 2021 | Bài hát của năm theo lượt phát trực tuyến (Châu Á)                | "Dynamite"                                                                          | Đoạt giải    | [ 140 ]         |
| Japan Gold Disc Awards                    | 2022 | Album của năm (Châu Á)                                            | BTS, the Best                                                                       | Đoạt giải    | [ 141 ]         |
| Japan Gold Disc Awards                    | 2022 | 3 album xuất sắc nhất (Châu Á)                                    | BTS, the Best                                                                       | Đoạt giải    | [ 141 ]         |
| Japan Gold Disc Awards                    | 2022 | 5 bài hát xuất sắc nhất theo lượt tải                             | "Butter"                                                                            | Đoạt giải    | [ 141 ]         |
| Japan Gold Disc Awards                    | 2022 | 5 bài hát xuất sắc nhất theo lượt tải                             | "Butter"                                                                            | Đoạt giải    | [ 141 ]         |
| Japan Gold Disc Awards                    | 2022 | 5 bài hát xuất sắc nhất theo lượt tải                             | "Permission to Dance"                                                               | Đoạt giải    | [ 141 ]         |
| Japan Gold Disc Awards                    | 2022 | Nghệ sĩ xuất sắc nhất (Châu Á)                                    | BTS                                                                                 | Đoạt giải    | [ 141 ]         |
| Japan Gold Disc Awards                    | 2022 | Video âm nhạc của năm (Châu Á)                                    | Map of the Soul ON:E                                                                | Đoạt giải    | [ 141 ]         |
| Japan Gold Disc Awards                    | 2022 | Bài hát của năm theo lượt tải (Châu Á)                            | "Butter"                                                                            | Đoạt giải    | [ 141 ]         |
| Japan Gold Disc Awards                    | 2022 | Bài hát của năm theo lượt tải (Âm nhạc phương Tây)                | "My Universe" (với Coldplay)                                                        | Đoạt giải    | [ 141 ]         |
| Japan Gold Disc Awards                    | 2022 | Bài hát của năm theo lượt tải (Châu Á)                            | "Butter"                                                                            | Đoạt giải    | [ 141 ]         |
| Japan Record Awards                       | 2020 | Giải thưởng âm nhạc quốc tế đặc biệt                              | BTS                                                                                 | Đoạt giải    | [ 142 ]         |
| Japan Record Awards                       | 2021 | Giải thưởng âm nhạc quốc tế đặc biệt                              | BTS                                                                                 | Đoạt giải    | [ 143 ]         |
| KOMCA Awards                              | 2021 | Bài hát của năm                                                   | "Boy with Luv"                                                                      | Đoạt giải    | [ 144 ]         |
| KOMCA Awards                              | 2022 | Bài hát của năm                                                   | "Dynamite"                                                                          | Đoạt giải    | [ 145 ]         |
| Korea First Brand Awards                  | 2019 | Thần tượng nam của năm                                            | BTS                                                                                 | Đoạt giải    | [ 146 ]         |
| Korea First Brand Awards                  | 2020 | Thần tượng nam của năm                                            | BTS                                                                                 | Đoạt giải    | [ 147 ]         |
| Korea First Brand Awards                  | 2021 | Thần tượng nam của năm                                            | BTS                                                                                 | Đoạt giải    | [ 148 ]         |
| Korea Popular Music Awards                | 2018 | Album xuất sắc nhất của năm                                       | Love Yourself: Answer                                                               | Đoạt giải    | [ 150 ]         |
| Korea Popular Music Awards                | 2018 | Bonsang                                                           | BTS                                                                                 | Đoạt giải    | [ 150 ]         |
| Korea Popular Music Awards                | 2018 | Nghệ sĩ xuất sắc nhất                                             | BTS                                                                                 | Đề cử        | [ 151 ]         |
| Korea Popular Music Awards                | 2018 | Bài hát kỹ thuật số xuất sắc nhất                                 | "Idol"                                                                              | Đề cử        | [ 151 ]         |
| Korea Popular Music Awards                | 2018 | Nghệ sĩ nổi tiếng nhất                                            | BTS                                                                                 | Đề cử        | [ 151 ]         |
| Korean Broadcasting Awards                | 2017 | Nghệ sĩ xuất sắc nhất                                             | BTS                                                                                 | Đoạt giải    | [ 152 ]         |
| Korean Broadcasting Awards                | 2018 | Nghệ sĩ xuất sắc nhất                                             | BTS                                                                                 | Đoạt giải    | [ 153 ]         |
| Korean Broadcasting Awards                | 2020 | Nghệ sĩ xuất sắc nhất                                             | BTS                                                                                 | Đoạt giải    | [ 154 ]         |
| Korean Broadcasting Awards                | 2021 | Nam nghệ sĩ xuất sắc nhất                                         | BTS                                                                                 | Đoạt giải    | [ 155 ]         |
| Korean Broadcasting Awards                | 2021 | Nghệ sĩ nổi tiếng nhất – nghệ sĩ                                  | BTS                                                                                 | Đoạt giải    | [ 155 ]         |
| Korean Music Awards                       | 2018 | Nhạc sĩ của năm                                                   | BTS                                                                                 | Đoạt giải    | [ 156 ]         |
| Korean Music Awards                       | 2018 | Album nhạc Pop xuất sắc nhất                                      | Love Yourself: Her                                                                  | Đề cử        | [ 157 ]         |
| Korean Music Awards                       | 2018 | Bài hát nhạc Pop xuất sắc nhất                                    | "DNA"                                                                               | Đề cử        | [ 157 ]         |
| Korean Music Awards                       | 2018 | Bài hát của năm                                                   | "DNA"                                                                               | Đề cử        | [ 157 ]         |
| Korean Music Awards                       | 2019 | Bài hát nhạc Pop xuất sắc nhất                                    | "Fake Love"                                                                         | Đoạt giải    | [ 158 ]         |
| Korean Music Awards                       | 2019 | Nhạc sĩ của năm                                                   | BTS                                                                                 | Đoạt giải    | [ 158 ]         |
| Korean Music Awards                       | 2019 | Bài hát của năm                                                   | "Fake Love"                                                                         | Đoạt giải    | [ 158 ]         |
| Korean Music Awards                       | 2019 | Album của năm                                                     | Love Yourself: Answer                                                               | Đề cử        | [ 159 ]         |
| Korean Music Awards                       | 2019 | Album nhạc Pop xuất sắc nhất                                      | Love Yourself: Answer                                                               | Đề cử        | [ 159 ]         |
| Korean Music Awards                       | 2019 | Bài hát nhạc Pop xuất sắc nhất                                    | "Idol"                                                                              | Đề cử        | [ 159 ]         |
| Korean Music Awards                       | 2019 | Bài hát của năm                                                   | "Idol"                                                                              | Đề cử        | [ 159 ]         |
| Korean Music Awards                       | 2020 | Bài hát nhạc Pop xuất sắc nhất                                    | "Boy with Luv"                                                                      | Đề cử        | [ 160 ]         |
| Korean Music Awards                       | 2020 | Nhạc sĩ của năm                                                   | BTS                                                                                 | Đề cử        | [ 160 ]         |
| Korean Music Awards                       | 2020 | Bài hát của năm                                                   | "Boy with Luv"                                                                      | Đề cử        | [ 160 ]         |
| Korean Music Awards                       | 2021 | Bài hát nhạc Pop xuất sắc nhất                                    | "Dynamite"                                                                          | Đoạt giải    | [ 161 ]         |
| Korean Music Awards                       | 2021 | Bài hát của năm                                                   | "Dynamite"                                                                          | Đoạt giải    | [ 161 ]         |
| Korean Music Awards                       | 2021 | Album của năm                                                     | Map of the Soul: 7                                                                  | Đề cử        | [ 162 ]         |
| Korean Music Awards                       | 2021 | Album nhạc Pop xuất sắc nhất                                      | Map of the Soul: 7                                                                  | Đề cử        | [ 162 ]         |
| Korean Music Awards                       | 2021 | Nhạc sĩ của năm                                                   | BTS                                                                                 | Đề cử        | [ 162 ]         |
| Korean Music Awards                       | 2022 | Nhạc sĩ của năm                                                   | BTS                                                                                 | Đoạt giải    | [ 163 ]         |
| Korean Music Awards                       | 2022 | Bài hát K-pop xuất sắc nhất                                       | "Butter"                                                                            | Đề cử        | [ 164 ]         |
| Korean Music Awards                       | 2022 | Bài hát của năm                                                   | "Butter"                                                                            | Đề cử        | [ 164 ]         |
| Korean PD Awards                          | 2021 | Trình diễn xuất sắc nhất                                          | BTS                                                                                 | Đoạt giải    | [ 168 ]         |
| LOS40 Music Awards                        | 2021 | Nghệ sĩ quốc tế xuất sắc nhất                                     | BTS                                                                                 | Đề cử        | [ 169 ]         |
| LOS40 Music Awards                        | 2021 | Bài hát quốc tế xuất sắc nhất                                     | "Dynamite"                                                                          | Đề cử        | [ 169 ]         |
| Melon Music Awards                        | 2013 | Nghệ sĩ mới của năm                                               | BTS                                                                                 | Đoạt giải    | [ 170 ]         |
| Melon Music Awards                        | 2015 | Vũ đạo xuất sắc nhất – nam                                        | "I Need U"                                                                          | Đoạt giải    | [ 170 ]         |
| Melon Music Awards                        | 2015 | 10 nghệ sĩ hàng đầu                                               | BTS                                                                                 | Đề cử        | [ 171 ]         |
| Melon Music Awards                        | 2016 | Album của năm                                                     | The Most Beautiful Moment in Life: Young Forever                                    | Đoạt giải    | [ 170 ]         |
| Melon Music Awards                        | 2016 | 10 nghệ sĩ hàng đầu                                               | BTS                                                                                 | Đoạt giải    | [ 170 ]         |
| Melon Music Awards                        | 2016 | Vũ đạo xuất sắc nhất – nam                                        | "Fire"                                                                              | Đề cử        | [ 172 ]         |
| Melon Music Awards                        | 2016 | Kakao Hot Star                                                    | BTS                                                                                 | Đề cử        | [ 173 ]         |
| Melon Music Awards                        | 2016 | Nghệ sĩ nổi tiếng nhất theo cư dân mạng                           | BTS                                                                                 | Đề cử        | [ 174 ]         |
| Melon Music Awards                        | 2017 | Video âm nhạc xuất sắc nhất                                       | "DNA"                                                                               | Đoạt giải    | [ 170 ]         |
| Melon Music Awards                        | 2017 | Nghệ sĩ toàn cầu                                                  | BTS                                                                                 | Đoạt giải    | [ 170 ]         |
| Melon Music Awards                        | 2017 | Bài hát của năm                                                   | "Spring Day"                                                                        | Đoạt giải    | [ 170 ]         |
| Melon Music Awards                        | 2017 | 10 nghệ sĩ hàng đầu                                               | BTS                                                                                 | Đoạt giải    | [ 170 ]         |
| Melon Music Awards                        | 2017 | Album của năm                                                     | You Never Walk Alone                                                                | Đề cử        | [ 175 ]         |
| Melon Music Awards                        | 2017 | Nghệ sĩ của năm                                                   | BTS                                                                                 | Đề cử        | [ 175 ]         |
| Melon Music Awards                        | 2017 | Vũ đạo xuất sắc nhất – nam                                        | "DNA"                                                                               | Đề cử        | [ 175 ]         |
| Melon Music Awards                        | 2017 | Kakao Hot Star                                                    | BTS                                                                                 | Đề cử        | [ 175 ]         |
| Melon Music Awards                        | 2017 | Nghệ sĩ nổi tiếng nhất theo cư dân mạng                           | BTS                                                                                 | Đề cử        | [ 175 ]         |
| Melon Music Awards                        | 2018 | Album của năm                                                     | Love Yourself: Tear                                                                 | Đoạt giải    | [ 170 ]         |
| Melon Music Awards                        | 2018 | Nghệ sĩ của năm                                                   | BTS                                                                                 | Đoạt giải    | [ 170 ]         |
| Melon Music Awards                        | 2018 | Bài hát Rap/Hip Hop xuất sắc nhất                                 | "Fake Love"                                                                         | Đoạt giải    | [ 170 ]         |
| Melon Music Awards                        | 2018 | Nghệ sĩ toàn cầu                                                  | BTS                                                                                 | Đoạt giải    | [ 170 ]         |
| Melon Music Awards                        | 2018 | Kakao Hot Star                                                    | BTS                                                                                 | Đoạt giải    | [ 170 ]         |
| Melon Music Awards                        | 2018 | Nghệ sĩ nổi tiếng nhất theo cư dân mạng                           | BTS                                                                                 | Đoạt giải    | [ 170 ]         |
| Melon Music Awards                        | 2018 | 10 nghệ sĩ hàng đầu                                               | BTS                                                                                 | Đoạt giải    | [ 170 ]         |
| Melon Music Awards                        | 2018 | Bài hát của năm                                                   | "Fake Love"                                                                         | Đề cử        | [ 176 ]         |
| Melon Music Awards                        | 2019 | Album của năm                                                     | Map of the Soul: Persona                                                            | Đoạt giải    | [ 177 ]         |
| Melon Music Awards                        | 2019 | Nghệ sĩ của năm                                                   | BTS                                                                                 | Đoạt giải    | [ 177 ]         |
| Melon Music Awards                        | 2019 | Vũ đạo xuất sắc nhất – nam                                        | "Boy with Luv"                                                                      | Đoạt giải    | [ 177 ]         |
| Melon Music Awards                        | 2019 | Kakao Hot Star                                                    | BTS                                                                                 | Đoạt giải    | [ 177 ]         |
| Melon Music Awards                        | 2019 | Nghệ sĩ được yêu thích nhất của cư dân mạng                       | BTS                                                                                 | Đoạt giải    | [ 177 ]         |
| Melon Music Awards                        | 2019 | Thu âm của năm                                                    | BTS                                                                                 | Đoạt giải    | [ 177 ]         |
| Melon Music Awards                        | 2019 | Bài hát của năm                                                   | "Boy with Luv"                                                                      | Đoạt giải    | [ 177 ]         |
| Melon Music Awards                        | 2019 | 10 nghệ sĩ hàng đầu                                               | BTS                                                                                 | Đoạt giải    | [ 178 ]         |
| Melon Music Awards                        | 2020 | Album của năm                                                     | Map of the Soul: 7                                                                  | Đoạt giải    | [ 179 ]         |
| Melon Music Awards                        | 2020 | Nghệ sĩ của năm                                                   | BTS                                                                                 | Đoạt giải    | [ 179 ]         |
| Melon Music Awards                        | 2020 | Vũ đạo xuất sắc nhất – nam                                        | "Dynamite"                                                                          | Đoạt giải    | [ 179 ]         |
| Melon Music Awards                        | 2020 | Nghệ sĩ nổi tiếng nhất theo cư dân mạng                           | BTS                                                                                 | Đoạt giải    | [ 179 ]         |
| Melon Music Awards                        | 2020 | Bài hát của năm                                                   | "Dynamite"                                                                          | Đoạt giải    | [ 179 ]         |
| Melon Music Awards                        | 2020 | 10 nghệ sĩ hàng đầu                                               | BTS                                                                                 | Đoạt giải    | [ 179 ]         |
| Melon Music Awards                        | 2020 | Pop xuất sắc nhất                                                 | "Savage Love (Laxed – Siren Beat) (BTS Remix)"                                      | Đề cử        | [ 180 ]         |
| Melon Music Awards                        | 2020 | Rap/Hip Hop xuất sắc nhất                                         | "On"                                                                                | Đề cử        | [ 180 ]         |
| Melon Music Awards                        | 2021 | Hợp tác xuất sắc nhất                                             | "My Universe" (với Coldplay)                                                        | Đoạt giải    | [ 181 ]         |
| Melon Music Awards                        | 2021 | Nhóm nhạc nam xuất sắc nhất                                       | BTS                                                                                 | Đoạt giải    | [ 181 ]         |
| Melon Music Awards                        | 2021 | Nghệ sĩ nổi tiếng nhất theo cư dân mạng                           | BTS                                                                                 | Đoạt giải    | [ 181 ]         |
| Melon Music Awards                        | 2021 | Bài hát của năm                                                   | "Butter"                                                                            | Đoạt giải    | [ 181 ]         |
| Melon Music Awards                        | 2021 | 10 nghệ sĩ hàng đầu                                               | BTS                                                                                 | Đoạt giải    | [ 181 ]         |
| Melon Music Awards                        | 2021 | Album của năm                                                     | Be                                                                                  | Đề cử        | [ 182 ]         |
| Meus Prêmios Nick                         | 2017 | Chương trình quốc tế của năm                                      | The Wings Tour                                                                      | Đoạt giải    | [ 183 ]         |
| Meus Prêmios Nick                         | 2018 | Cộng đồng người hâm mộ xuất sắc nhất                              | BTS                                                                                 | Đoạt giải    | [ 184 ]         |
| Meus Prêmios Nick                         | 2019 | Nghệ sĩ quốc tế được yêu thích nhất                               | BTS                                                                                 | Đoạt giải    | [ 185 ]         |
| Meus Prêmios Nick                         | 2019 | Bản hit quốc tế được yêu thích nhất                               | "Boy with Luv"                                                                      | Đoạt giải    | [ 185 ]         |
| Meus Prêmios Nick                         | 2019 | Cộng đồng người hâm mộ của năm                                    | BTS                                                                                 | Đề cử        | [ 185 ]         |
| Meus Prêmios Nick                         | 2020 | Cộng đồng người hâm mộ của năm                                    | BTS                                                                                 | Đề cử        | [ 186 ]         |
| Meus Prêmios Nick                         | 2020 | Nghệ sĩ quốc tế được yêu thích nhất                               | BTS                                                                                 | Đề cử        | [ 186 ]         |
| Meus Prêmios Nick                         | 2021 | Bản hit thử thách của năm                                         | "Permission to Dance"                                                               | Đoạt giải    | [ 187 ]         |
| Meus Prêmios Nick                         | 2021 | Cộng đồng người hâm mộ của năm                                    | BTS                                                                                 | Đoạt giải    | [ 187 ]         |
| Meus Prêmios Nick                         | 2021 | Bản hit quốc tế được yêu thích nhất                               | "Butter"                                                                            | Đoạt giải    | [ 187 ]         |
| Meus Prêmios Nick                         | 2021 | Nhóm nhạc được yêu thích nhất                                     | BTS                                                                                 | Đoạt giải    | [ 187 ]         |
| Meus Prêmios Nick                         | 2021 | Video của năm                                                     | "Butter"                                                                            | Đoạt giải    | [ 187 ]         |
| Mnet Asian Music Awards                   | 2013 | Nam nghệ sĩ mới xuất sắc nhất                                     | BTS                                                                                 | Đề cử        | [ 188 ]         |
| Mnet Asian Music Awards                   | 2014 | Trình diễn vũ đạo xuất sắc nhất – nhóm nhạc nam                   | "Boy in Luv"                                                                        | Đề cử        | [ 189 ]         |
| Mnet Asian Music Awards                   | 2015 | Nghệ sĩ trình diễn toàn cầu                                       | BTS                                                                                 | Đoạt giải    | [ 190 ]         |
| Mnet Asian Music Awards                   | 2015 | Nhóm nhạc nam xuất sắc nhất                                       | BTS                                                                                 | Đề cử        | [ 191 ]         |
| Mnet Asian Music Awards                   | 2015 | Album của năm                                                     | The Most Beautiful Moment in Life, Pt. 1                                            | Shortlisted  | [ 192 ]         |
| Mnet Asian Music Awards                   | 2016 | Trình diễn vũ đạo xuất sắc nhất – nhóm nhạc nam                   | "Blood Sweat & Tears"                                                               | Đoạt giải    | [ 193 ]         |
| Mnet Asian Music Awards                   | 2016 | Nghệ sĩ của năm                                                   | BTS                                                                                 | Đoạt giải    | [ 193 ]         |
| Mnet Asian Music Awards                   | 2016 | Nhóm nhạc nam xuất sắc nhất                                       | BTS                                                                                 | Đề cử        | [ 194 ]         |
| Mnet Asian Music Awards                   | 2016 | Video âm nhạc xuất sắc nhất                                       | "Blood Sweat & Tears"                                                               | Đề cử        | [ 195 ]         |
| Mnet Asian Music Awards                   | 2016 | Album của năm                                                     | Wings                                                                               | Shortlisted  | [ 196 ]         |
| Mnet Asian Music Awards                   | 2016 | Bài hát của năm                                                   | "Blood Sweat & Tears"                                                               | Đề cử        | [ 197 ]         |
| Mnet Asian Music Awards                   | 2016 | Nghệ sĩ được yêu thích nhất toàn cầu theo iQiyi                   | BTS                                                                                 | Đề cử        | [ 198 ]         |
| Mnet Asian Music Awards                   | 2017 | Phong cách Châu Á xuất sắc nhất ở Hồng Kông                       | BTS                                                                                 | Đoạt giải    | [ 199 ]         |
| Mnet Asian Music Awards                   | 2017 | Nghệ sĩ của năm                                                   | BTS                                                                                 | Đoạt giải    | [ 199 ]         |
| Mnet Asian Music Awards                   | 2017 | Video âm nhạc xuất sắc nhất                                       | "Spring Day"                                                                        | Đoạt giải    | [ 200 ]         |
| Mnet Asian Music Awards                   | 2017 | Trình diễn vũ đạo xuất sắc nhất – nhóm nhạc nam                   | "DNA"                                                                               | Đề cử        | [ 201 ]         |
| Mnet Asian Music Awards                   | 2017 | Nhóm nhạc nam xuất sắc nhất                                       | BTS                                                                                 | Đề cử        | [ 201 ]         |
| Mnet Asian Music Awards                   | 2017 | Ngôi sao K-pop được yêu thích nhất năm 2017 theo Qoo10            | BTS                                                                                 | Đề cử        | [ 202 ]         |
| Mnet Asian Music Awards                   | 2017 | Sự lựa chọn của người hâm mộ toàn cầu theo Mwave                  | "DNA"                                                                               | Đề cử        | [ 203 ]         |
| Mnet Asian Music Awards                   | 2017 | Album của năm                                                     | Love Yourself: Her                                                                  | Shortlisted  | [ 204 ]         |
| Mnet Asian Music Awards                   | 2017 | Bài hát của năm                                                   | "DNA"                                                                               | Longlisted   | [ 205 ]         |
| Mnet Asian Music Awards                   | 2018 | Album của năm                                                     | Love Yourself: Tear                                                                 | Đoạt giải    | [ 206 ]         |
| Mnet Asian Music Awards                   | 2018 | Nghệ sĩ của năm                                                   | BTS                                                                                 | Đoạt giải    | [ 206 ]         |
| Mnet Asian Music Awards                   | 2018 | Phong cách Châu Á xuất sắc nhất                                   | BTS                                                                                 | Đoạt giải    | [ 206 ]         |
| Mnet Asian Music Awards                   | 2018 | Nghệ sĩ có vũ đạo được yêu thích nhất – nam                       | BTS                                                                                 | Đoạt giải    | [ 206 ]         |
| Mnet Asian Music Awards                   | 2018 | Video âm nhạc được yêu thích nhất                                 | "Idol"                                                                              | Đoạt giải    | [ 206 ]         |
| Mnet Asian Music Awards                   | 2018 | Video âm nhạc xuất sắc nhất                                       | "Idol"                                                                              | Đoạt giải    | [ 206 ]         |
| Mnet Asian Music Awards                   | 2018 | Sự lựa chọn của người hâm mộ toàn cầu theo Mwave                  | "Fake Love"                                                                         | Đoạt giải    | [ 206 ]         |
| Mnet Asian Music Awards                   | 2018 | 10 sự lựa chọn hàng đầu của người hâm mộ toàn cầu                 | BTS                                                                                 | Đoạt giải    | [ 206 ]         |
| Mnet Asian Music Awards                   | 2018 | Biểu tượng toàn cầu của năm                                       | BTS                                                                                 | Đoạt giải    | [ 206 ]         |
| Mnet Asian Music Awards                   | 2018 | Trình diễn vũ đạo xuất sắc nhất – nhóm nhạc nam                   | "Fake Love"                                                                         | Đề cử        | [ 207 ]         |
| Mnet Asian Music Awards                   | 2018 | Bài hát của năm                                                   | "Fake Love"                                                                         | Đề cử        | [ 207 ]         |
| Mnet Asian Music Awards                   | 2018 | Nhóm nhạc nam xuất sắc nhất                                       | BTS                                                                                 | Đề cử        | [ 207 ]         |
| Mnet Asian Music Awards                   | 2019 | Album của năm                                                     | Map of the Soul: Persona                                                            | Đoạt giải    | [ 6 ]           |
| Mnet Asian Music Awards                   | 2019 | Nghệ sĩ của năm                                                   | BTS                                                                                 | Đoạt giải    | [ 6 ]           |
| Mnet Asian Music Awards                   | 2019 | Trình diễn vũ đạo xuất sắc nhất – nhóm nhạc nam                   | BTS                                                                                 | Đoạt giải    | [ 6 ]           |
| Mnet Asian Music Awards                   | 2019 | Nhóm nhạc nam xuất sắc nhất                                       | BTS                                                                                 | Đoạt giải    | [ 6 ]           |
| Mnet Asian Music Awards                   | 2019 | Video âm nhạc xuất sắc nhất                                       | BTS                                                                                 | Đoạt giải    | [ 6 ]           |
| Mnet Asian Music Awards                   | 2019 | Nam nghệ sĩ được yêu thích nhất theo iQiyi                        | BTS                                                                                 | Đoạt giải    | [ 6 ]           |
| Mnet Asian Music Awards                   | 2019 | Bài hát của năm                                                   | "Boy with Luv"                                                                      | Đoạt giải    | [ 6 ]           |
| Mnet Asian Music Awards                   | 2019 | Sự lựa chọn của người hâm mộ toàn cầu                             | BTS                                                                                 | Đoạt giải    | [ 6 ]           |
| Mnet Asian Music Awards                   | 2019 | Biểu tượng toàn cầu của năm                                       | BTS                                                                                 | Đoạt giải    | [ 6 ]           |
| Mnet Asian Music Awards                   | 2020 | 2020 Visionary                                                    | BTS                                                                                 | Đoạt giải    | [ 208 ]         |
| Mnet Asian Music Awards                   | 2020 | Album của năm                                                     | Map of the Soul: 7                                                                  | Đoạt giải    | [ 209 ]         |
| Mnet Asian Music Awards                   | 2020 | Nghệ sĩ của năm                                                   | BTS                                                                                 | Đoạt giải    | [ 209 ]         |
| Mnet Asian Music Awards                   | 2020 | Nhóm nhạc nam xuất sắc nhất                                       | BTS                                                                                 | Đoạt giải    | [ 209 ]         |
| Mnet Asian Music Awards                   | 2020 | Trình diễn vũ đạo xuất sắc nhất – nhóm nhạc nam                   | "Dynamite"                                                                          | Đoạt giải    | [ 209 ]         |
| Mnet Asian Music Awards                   | 2020 | Video âm nhạc xuất sắc nhất                                       | "Dynamite"                                                                          | Đoạt giải    | [ 209 ]         |
| Mnet Asian Music Awards                   | 2020 | Bài hát của năm                                                   | "Dynamite"                                                                          | Đoạt giải    | [ 209 ]         |
| Mnet Asian Music Awards                   | 2020 | 10 sự lựa chọn của người hâm mộ toàn cầu                          | BTS                                                                                 | Đoạt giải    | [ 209 ]         |
| Mnet Asian Music Awards                   | 2020 | Biểu tượng toàn cầu của năm                                       | BTS                                                                                 | Đoạt giải    | [ 209 ]         |
| Mnet Asian Music Awards                   | 2021 | 2021 Visionary                                                    | BTS                                                                                 | Đoạt giải    | [ 210 ]         |
| Mnet Asian Music Awards                   | 2021 | Album của năm                                                     | Be                                                                                  | Đoạt giải    | [ 211 ]         |
| Mnet Asian Music Awards                   | 2021 | Nghệ sĩ của năm                                                   | BTS                                                                                 | Đoạt giải    | [ 211 ]         |
| Mnet Asian Music Awards                   | 2021 | Trình diễn vũ đạo xuất sắc nhất – nhóm nhạc nam                   | "Butter"                                                                            | Đoạt giải    | [ 211 ]         |
| Mnet Asian Music Awards                   | 2021 | Nhóm nhạc nam xuất sắc nhất                                       | BTS                                                                                 | Đoạt giải    | [ 211 ]         |
| Mnet Asian Music Awards                   | 2021 | Video âm nhạc xuất sắc nhất                                       | "Butter"                                                                            | Đoạt giải    | [ 211 ]         |
| Mnet Asian Music Awards                   | 2021 | Bài hát của năm                                                   | "Butter"                                                                            | Đoạt giải    | [ 211 ]         |
| Mnet Asian Music Awards                   | 2021 | Khoảnh khắc TikTok được yêu thích nhất                            | BTS                                                                                 | Đoạt giải    | [ 211 ]         |
| Mnet Asian Music Awards                   | 2021 | 10 sự lựa chọn hàng đầu của người hâm mộ toàn cầu                 | BTS                                                                                 | Đoạt giải    | [ 211 ]         |
| Mnet Asian Music Awards                   | 2021 | Biểu tượng toàn cầu của năm                                       | BTS                                                                                 | Đoạt giải    | [ 211 ]         |
| Mnet Asian Music Awards                   | 2021 | Hợp tác xuất sắc nhất                                             | "My Universe" (với Coldplay)                                                        | Đề cử        | [ 212 ]         |
| Mnet Asian Music Awards                   | 2021 | Bài hát của năm                                                   | "My Universe" (với Coldplay)                                                        | Đề cử        | [ 212 ]         |
| MTV Europe Music Awards                   | 2014 | Nghệ sĩ Hàn Quốc xuất sắc nhất                                    | BTS                                                                                 | Đề cử        | [ 213 ]         |
| MTV Europe Music Awards                   | 2015 | Nghệ sĩ Hàn Quốc xuất sắc nhất                                    | BTS                                                                                 | Đoạt giải    | [ 214 ]         |
| MTV Europe Music Awards                   | 2015 | Nghệ sĩ xuất sắc nhất toàn cầu (Châu Á)                           | BTS                                                                                 | Đề cử        | [ 214 ]         |
| MTV Europe Music Awards                   | 2018 | Người hâm mộ lớn nhất                                             | BTS                                                                                 | Đoạt giải    | [ 215 ]         |
| MTV Europe Music Awards                   | 2018 | Nhóm nhạc xuất sắc nhất                                           | BTS                                                                                 | Đoạt giải    | [ 215 ]         |
| MTV Europe Music Awards                   | 2019 | Người hâm mộ lớn nhất                                             | BTS                                                                                 | Đoạt giải    | [ 216 ]         |
| MTV Europe Music Awards                   | 2019 | Nhóm nhạc xuất sắc nhất                                           | BTS                                                                                 | Đoạt giải    | [ 216 ]         |
| MTV Europe Music Awards                   | 2019 | Trực tiếp xuất sắc nhất                                           | BTS                                                                                 | Đoạt giải    | [ 216 ]         |
| MTV Europe Music Awards                   | 2019 | Hợp tác xuất sắc nhất                                             | BTS                                                                                 | Đề cử        | [ 217 ]         |
| MTV Europe Music Awards                   | 2020 | Người hâm mộ lớn nhất                                             | BTS                                                                                 | Đoạt giải    | [ 218 ]         |
| MTV Europe Music Awards                   | 2020 | Nhóm nhạc xuất sắc nhất                                           | BTS                                                                                 | Đoạt giải    | [ 218 ]         |
| MTV Europe Music Awards                   | 2020 | Bài hát xuất sắc nhất                                             | "Dynamite"                                                                          | Đoạt giải    | [ 218 ]         |
| MTV Europe Music Awards                   | 2020 | Trực tiếp ảo xuất sắc nhất                                        | Bang Bang Con: The Live                                                             | Đoạt giải    | [ 218 ]         |
| MTV Europe Music Awards                   | 2020 | Pop xuất sắc nhất                                                 | "Dynamite"                                                                          | Đề cử        | [ 219 ]         |
| MTV Europe Music Awards                   | 2021 | Nhóm nhạc xuất sắc nhất                                           | BTS                                                                                 | Đoạt giải    | [ 220 ]         |
| MTV Europe Music Awards                   | 2021 | K-pop xuất sắc nhất                                               | BTS                                                                                 | Đoạt giải    | [ 220 ]         |
| MTV Europe Music Awards                   | 2021 | Pop xuất sắc nhất                                                 | BTS                                                                                 | Đoạt giải    | [ 220 ]         |
| MTV Europe Music Awards                   | 2021 | Người hâm mộ lớn nhất                                             | BTS                                                                                 | Đoạt giải    | [ 220 ]         |
| MTV Millennial Awards                     | 2018 | Cộng đồng người hâm mộ của năm                                    | BTS                                                                                 | Đoạt giải    | [ 221 ]         |
| MTV Millennial Awards                     | 2018 | Cuộc cách mạng K-pop                                              | BTS                                                                                 | Đoạt giải    | [ 221 ]         |
| MTV Millennial Awards                     | 2019 | Cuộc bùng nổ K-pop                                                | BTS                                                                                 | Đoạt giải    | [ 222 ]         |
| MTV Millennial Awards                     | 2019 | Cộng đồng người hâm mộ của năm                                    | BTS                                                                                 | Đề cử        | [ 223 ]         |
| MTV Millennial Awards                     | 2021 | Cộng đồng người hâm mộ của năm                                    | BTS                                                                                 | Đoạt giải    | [ 224 ]         |
| MTV Millennial Awards                     | 2021 | Cuộc thống trị K-pop                                              | BTS                                                                                 | Đoạt giải    | [ 224 ]         |
| MTV Millennial Awards Brazil              | 2018 | Cuộc bùng nổ K-pop                                                | BTS                                                                                 | Đoạt giải    | [ 225 ]         |
| MTV Millennial Awards Brazil              | 2018 | Cộng đồng người hâm mộ của năm                                    | BTS                                                                                 | Đoạt giải    | [ 225 ]         |
| MTV Millennial Awards Brazil              | 2019 | Cuộc bùng nổ K-pop                                                | BTS                                                                                 | Đoạt giải    | [ 226 ]         |
| MTV Millennial Awards Brazil              | 2019 | Cộng đồng người hâm mộ của năm                                    | BTS                                                                                 | Đoạt giải    | [ 226 ]         |
| MTV Millennial Awards Brazil              | 2020 | Cộng đồng người hâm mộ của năm                                    | BTS                                                                                 | Đoạt giải    | [ 227 ]         |
| MTV Movie & TV Awards                     | 2021 | Phim tài liệu âm nhạc xuất sắc nhất                               | Break the Silence: The Movie                                                        | Đoạt giải    | [ 228 ]         |
| MTV Video Music Awards                    | 2019 | Nhóm nhạc xuất sắc nhất                                           | BTS                                                                                 | Đoạt giải    | [ 229 ]         |
| MTV Video Music Awards                    | 2019 | K-pop xuất sắc nhất                                               | "Boy with Luv"                                                                      | Đoạt giải    | [ 229 ]         |
| MTV Video Music Awards                    | 2019 | Chỉ đạo nghệ thuật xuất sắc nhất                                  | "Boy with Luv"                                                                      | Đề cử        | [ 229 ]         |
| MTV Video Music Awards                    | 2019 | Vũ đạo xuất sắc nhất                                              | "Boy with Luv"                                                                      | Đề cử        | [ 229 ]         |
| MTV Video Music Awards                    | 2019 | Hợp tác xuất sắc nhất                                             | "Boy with Luv"                                                                      | Đề cử        | [ 229 ]         |
| MTV Video Music Awards                    | 2020 | Vũ đạo xuất sắc nhất                                              | "On"                                                                                | Đoạt giải    | [ 230 ]         |
| MTV Video Music Awards                    | 2020 | Nhóm nhạc xuất sắc nhất                                           | BTS                                                                                 | Đoạt giải    | [ 230 ]         |
| MTV Video Music Awards                    | 2020 | K-pop xuất sắc nhất                                               | "On"                                                                                | Đoạt giải    | [ 230 ]         |
| MTV Video Music Awards                    | 2020 | Pop xuất sắc nhất                                                 | "On"                                                                                | Đoạt giải    | [ 230 ]         |
| MTV Video Music Awards                    | 2021 | K-pop xuất sắc nhất                                               | "Butter"                                                                            | Đoạt giải    | [ 231 ]         |
| MTV Video Music Awards                    | 2021 | Nhóm nhạc của năm                                                 | BTS                                                                                 | Đoạt giải    | [ 231 ]         |
| MTV Video Music Awards                    | 2021 | Bài hát của mùa hè                                                | "Butter"                                                                            | Đoạt giải    | [ 231 ]         |
| MTV Video Music Awards                    | 2021 | Vũ đạo xuất sắc nhất                                              | "Butter"                                                                            | Đề cử        | [ 231 ]         |
| MTV Video Music Awards                    | 2021 | Biên tập xuất sắc nhất                                            | "Butter"                                                                            | Đề cử        | [ 231 ]         |
| MTV Video Music Awards                    | 2021 | Pop xuất sắc nhất                                                 | "Butter"                                                                            | Đề cử        | [ 231 ]         |
| MTV Video Music Awards                    | 2021 | Bài hát của năm                                                   | "Dynamite"                                                                          | Đề cử        | [ 231 ]         |
| MTV Video Music Awards Japan              | 2018 | Nhóm nhạc có video xuất sắc nhất – quốc tế                        | "Fake Love"                                                                         | Đoạt giải    | [ 232 ]         |
| MTV Video Music Awards Japan              | 2019 | Giải thưởng Best Buzz                                             | BTS                                                                                 | Đoạt giải    | [ 233 ]         |
| MTV Video Music Awards Japan              | 2020 | Nhóm nhạc có video xuất sắc nhất – quốc tế                        | "Dynamite"                                                                          | Đoạt giải    | [ 234 ]         |
| MTV Video Music Awards Japan              | 2020 | Video xuất sắc nhất của năm                                       | "Dynamite"                                                                          | Đề cử        | [ 235 ]         |
| MTV Video Music Awards Japan              | 2021 | Video hợp tác xuất sắc nhất                                       | "My Universe" (với Coldplay)                                                        | Đoạt giải    | [ 236 ]         |
| MTV Video Music Awards Japan              | 2021 | Nhóm nhạc có video xuất sắc nhất – quốc tế                        | "Butter"                                                                            | Đoạt giải    | [ 236 ]         |
| MTV Video Music Awards Japan              | 2021 | Video xuất sắc nhất của năm                                       | "Butter"                                                                            | Chưa công bố | [ 237 ]         |
| Myx Music Awards                          | 2019 | Video quốc tế được yêu thích nhất                                 | "Fake Love"                                                                         | Đoạt giải    | [ 238 ]         |
| Myx Music Awards                          | 2020 | Video quốc tế được yêu thích nhất                                 | "Boy with Luv"                                                                      | Đoạt giải    | [ 239 ]         |
| Myx Music Awards                          | 2021 | Video quốc tế được yêu thích nhất                                 | "Dynamite"                                                                          | Đoạt giải    | [ 240 ]         |
| Nickelodeon Argentina Kids' Choice Awards | 2017 | Cộng đồng người hâm mộ xuất sắc nhất                              | BTS                                                                                 | Đề cử        | [ 241 ]         |
| Nickelodeon Argentina Kids' Choice Awards | 2017 | Nghệ sĩ hoặc nhóm nhạc quốc tế được yêu thích nhất                | BTS                                                                                 | Đề cử        | [ 241 ]         |
| Nickelodeon Argentina Kids' Choice Awards | 2018 | Cộng đồng người hâm mộ xuất sắc nhất                              | BTS                                                                                 | Đoạt giải    | [ 242 ]         |
| Nickelodeon Argentina Kids' Choice Awards | 2018 | Nghệ sĩ hoặc nhóm nhạc quốc tế được yêu thích nhất                | BTS                                                                                 | Đoạt giải    | [ 242 ]         |
| Nickelodeon Colombia Kids' Choice Awards  | 2017 | Cộng đồng người hâm mộ xuất sắc nhất                              | BTS                                                                                 | Đề cử        | [ 243 ]         |
| Nickelodeon Kids' Choice Awards           | 2018 | Ngôi sao âm nhạc toàn cầu được yêu thích nhất                     | BTS                                                                                 | Đoạt giải    | [ 244 ]         |
| Nickelodeon Kids' Choice Awards           | 2020 | Nhóm nhạc được yêu thích nhất                                     | BTS                                                                                 | Đoạt giải    | [ 245 ]         |
| Nickelodeon Kids' Choice Awards           | 2020 | Ngôi sao âm nhạc toàn cầu được yêu thích nhất                     | BTS                                                                                 | Đề cử        | [ 246 ]         |
| Nickelodeon Kids' Choice Awards           | 2021 | Ngôi sao âm nhạc toàn cầu được yêu thích nhất                     | BTS                                                                                 | Đoạt giải    | [ 247 ]         |
| Nickelodeon Kids' Choice Awards           | 2021 | Nhóm nhạc được yêu thích nhất                                     | BTS                                                                                 | Đoạt giải    | [ 247 ]         |
| Nickelodeon Kids' Choice Awards           | 2021 | Bài hát được yêu thích nhất                                       | "Dynamite"                                                                          | Đoạt giải    | [ 247 ]         |
| Nickelodeon Kids' Choice Awards           | 2022 | Ngôi sao âm nhạc toàn cầu được yêu thích nhất                     | BTS                                                                                 | Chưa công bố | [ 248 ]         |
| Nickelodeon Kids' Choice Awards           | 2022 | Nhóm nhạc được yêu thích nhất                                     | BTS                                                                                 | Chưa công bố | [ 248 ]         |
| Nickelodeon Mexico Kids' Choice Awards    | 2017 | Nghệ sĩ hoặc nhóm nhạc quốc tế được yêu thích nhất                | BTS                                                                                 | Đoạt giải    | [ 249 ]         |
| Nickelodeon Mexico Kids' Choice Awards    | 2017 | Cộng đồng người hâm mộ xuất sắc nhất                              | BTS                                                                                 | Đề cử        | [ 250 ]         |
| Nickelodeon Mexico Kids' Choice Awards    | 2018 | Cộng đồng người hâm mộ xuất sắc nhất                              | BTS                                                                                 | Đoạt giải    | [ 251 ]         |
| Nickelodeon Mexico Kids' Choice Awards    | 2019 | Cộng đồng người hâm mộ xuất sắc nhất                              | BTS                                                                                 | Đoạt giải    | [ 252 ]         |
| Nickelodeon Mexico Kids' Choice Awards    | 2019 | Nghệ sĩ hoặc nhóm nhạc quốc tế được yêu thích nhất                | BTS                                                                                 | Đoạt giải    | [ 252 ]         |
| Nickelodeon Mexico Kids' Choice Awards    | 2020 | Cộng đồng người hâm mộ được yêu thích nhất                        | BTS                                                                                 | Đoạt giải    | [ 253 ]         |
| Nickelodeon Mexico Kids' Choice Awards    | 2020 | Bản hit toàn cầu                                                  | "On"                                                                                | Đoạt giải    | [ 253 ]         |
| Nickelodeon Mexico Kids' Choice Awards    | 2021 | Cộng đồng người hâm mộ xuất sắc nhất                              | BTS                                                                                 | Đoạt giải    | [ 254 ]         |
| Nickelodeon Mexico Kids' Choice Awards    | 2021 | K-pop xuất sắc nhất                                               | BTS                                                                                 | Đoạt giải    | [ 254 ]         |
| Nickelodeon Mexico Kids' Choice Awards    | 2021 | Bản hit toàn cầu                                                  | "Butter"                                                                            | Đoạt giải    | [ 254 ]         |
| NME Awards                                | 2020 | Khoảnh khắc âm nhạc của năm                                       | BTS                                                                                 | Đoạt giải    | [ 255 ]         |
| NME Awards                                | 2020 | Nhóm nhạc xuất sắc nhất toàn cầu                                  | BTS                                                                                 | Đề cử        | [ 256 ]         |
| NME Awards                                | 2020 | Hợp tác xuất sắc nhất                                             | "Boy with Luv"                                                                      | Đề cử        | [ 256 ]         |
| NME Awards                                | 2020 | Phim điện ảnh âm nhạc xuất sắc nhất                               | Bring the Soul: The Movie                                                           | Đề cử        | [ 256 ]         |
| NME Awards                                | 2022 | Hợp tác xuất sắc nhất                                             | "My Universe" (với Coldplay)                                                        | Đề cử        | [ 257 ]         |
| NME Awards                                | 2022 | Bài hát xuất sắc nhất toàn cầu                                    | "Butter"                                                                            | Đề cử        | [ 257 ]         |
| NRJ Music Awards                          | 2020 | Nhóm nhạc quốc tế được yêu thích nhất                             | BTS                                                                                 | Đoạt giải    | [ 258 ]         |
| NRJ Music Awards                          | 2021 | Hợp tác quốc tế của năm                                           | "My Universe" (với Coldplay)                                                        | Đoạt giải    | [ 259 ]         |
| Premios Odeón                             | 2021 | Nghệ sĩ quốc tế theo Odeón                                        | BTS                                                                                 | Đề cử        | [ 262 ]         |
| Proud Korean Awards                       | 2018 | Giải thưởng Uy tín Quốc gia – âm nhạc                             | BTS                                                                                 | Đoạt giải    | [ 264 ]         |
| Radio Disney Music Awards                 | 2018 | Bản nhạc dance xuất sắc nhất                                      | "Mic Drop"                                                                          | Đoạt giải    | [ 265 ]         |
| Radio Disney Music Awards                 | 2018 | Nhóm nhạc xuất sắc nhất                                           | BTS                                                                                 | Đoạt giải    | [ 265 ]         |
| Radio Disney Music Awards                 | 2018 | Bài hát xuất nhất nhất khiến bạn mỉm cười                         | "DNA"                                                                               | Đoạt giải    | [ 265 ]         |
| Radio Disney Music Awards                 | 2018 | Người hâm mộ cuồng nhiệt nhất                                     | BTS                                                                                 | Đoạt giải    | [ 265 ]         |
| Radio Disney Music Awards                 | 2019 | Giải thưởng Phenom toàn cầu                                       | BTS                                                                                 | Đoạt giải    | [ 266 ]         |
| Rockbjörnen                               | 2020 | Người hâm mộ xuất sắc nhất                                        | BTS                                                                                 | Đoạt giải    | [ 267 ]         |
| Rockbjörnen                               | 2020 | Bài hát nước ngoài của năm                                        | "On"                                                                                | Đoạt giải    | [ 267 ]         |
| Rockbjörnen                               | 2021 | Bài hát nước ngoài của năm                                        | "Dynamite"                                                                          | Đoạt giải    | [ 268 ]         |
| Rockbjörnen                               | 2021 | Người hâm mộ xuất sắc nhất                                        | BTS                                                                                 | Đề cử        | [ 269 ]         |
| Seoul Music Awards                        | 2014 | Nghệ sĩ mới xuất sắc nhất                                         | BTS                                                                                 | Đoạt giải    | [ 270 ]         |
| Seoul Music Awards                        | 2015 | Bonsang                                                           | BTS                                                                                 | Đoạt giải    | [ 271 ]         |
| Seoul Music Awards                        | 2015 | Hallyu đặc biệt                                                   | BTS                                                                                 | Đề cử        | [ 272 ]         |
| Seoul Music Awards                        | 2015 | Nghệ sĩ nổi tiếng nhất                                            | BTS                                                                                 | Đề cử        | [ 273 ]         |
| Seoul Music Awards                        | 2016 | Bonsang                                                           | BTS                                                                                 | Đoạt giải    | [ 274 ]         |
| Seoul Music Awards                        | 2016 | Hallyu đặc biệt                                                   | BTS                                                                                 | Đề cử        | [ 275 ]         |
| Seoul Music Awards                        | 2016 | Nghệ sĩ nổi tiếng nhất                                            | BTS                                                                                 | Đề cử        | [ 275 ]         |
| Seoul Music Awards                        | 2017 | Album của năm                                                     | Wings                                                                               | Đoạt giải    | [ 276 ]         |
| Seoul Music Awards                        | 2017 | Trình diễn vũ đạo nam xuất sắc nhất                               | BTS                                                                                 | Đoạt giải    | [ 276 ]         |
| Seoul Music Awards                        | 2017 | Video âm nhạc xuất sắc nhất                                       | "Blood Sweat & Tears"                                                               | Đoạt giải    | [ 276 ]         |
| Seoul Music Awards                        | 2017 | Bonsang                                                           | BTS                                                                                 | Đoạt giải    | [ 276 ]         |
| Seoul Music Awards                        | 2017 | Nghệ sĩ của năm                                                   | BTS                                                                                 | Đề cử        | [ 277 ]         |
| Seoul Music Awards                        | 2017 | Hallyu đặc biệt                                                   | BTS                                                                                 | Đề cử        | [ 278 ]         |
| Seoul Music Awards                        | 2017 | Nghệ sĩ nổi tiếng nhất                                            | BTS                                                                                 | Đề cử        | [ 278 ]         |
| Seoul Music Awards                        | 2018 | Nghệ sĩ của năm                                                   | BTS                                                                                 | Đoạt giải    | [ 279 ]         |
| Seoul Music Awards                        | 2018 | Bonsang                                                           | BTS                                                                                 | Đoạt giải    | [ 279 ]         |
| Seoul Music Awards                        | 2018 | Hallyu đặc biệt                                                   | BTS                                                                                 | Đề cử        | [ 280 ]         |
| Seoul Music Awards                        | 2018 | Nghệ sĩ nổi tiếng nhất                                            | BTS                                                                                 | Đề cử        | [ 281 ]         |
| Seoul Music Awards                        | 2019 | Album của năm                                                     | Love Yourself: Tear                                                                 | Đoạt giải    | [ 282 ]         |
| Seoul Music Awards                        | 2019 | Nghệ sĩ của năm                                                   | BTS                                                                                 | Đoạt giải    | [ 282 ]         |
| Seoul Music Awards                        | 2019 | Bonsang                                                           | BTS                                                                                 | Đoạt giải    | [ 282 ]         |
| Seoul Music Awards                        | 2019 | Hallyu đặc biệt                                                   | BTS                                                                                 | Đề cử        | [ 283 ]         |
| Seoul Music Awards                        | 2019 | Nghệ sĩ nổi tiếng nhất                                            | BTS                                                                                 | Đề cử        | [ 284 ]         |
| Seoul Music Awards                        | 2020 | Daesang                                                           | Map of the Soul: Persona                                                            | Đoạt giải    | [ 285 ]         |
| Seoul Music Awards                        | 2020 | Bonsang                                                           | Map of the Soul: Persona                                                            | Đoạt giải    | [ 285 ]         |
| Seoul Music Awards                        | 2020 | Giải thưởng K-Wave                                                | BTS                                                                                 | Đề cử        | [ 286 ]         |
| Seoul Music Awards                        | 2020 | Nghệ sĩ nổi tiếng nhất                                            | BTS                                                                                 | Đề cử        | [ 286 ]         |
| Seoul Music Awards                        | 2020 | Nghệ sĩ K-pop nổi tiếng nhất theo QQ Music                        | BTS                                                                                 | Đề cử        | [ 287 ]         |
| Seoul Music Awards                        | 2021 | Album xuất sắc nhất                                               | Map of the Soul: 7                                                                  | Đoạt giải    | [ 288 ]         |
| Seoul Music Awards                        | 2021 | Bài hát xuất sắc nhất                                             | "Dynamite"                                                                          | Đoạt giải    | [ 288 ]         |
| Seoul Music Awards                        | 2021 | Bonsang                                                           | Map of the Soul: 7                                                                  | Đoạt giải    | [ 288 ]         |
| Seoul Music Awards                        | 2021 | Daesang                                                           | BTS                                                                                 | Đoạt giải    | [ 288 ]         |
| Seoul Music Awards                        | 2021 | Nghệ sĩ nổi tiếng nhất theo K-Wave                                | BTS                                                                                 | Đoạt giải    | [ 288 ]         |
| Seoul Music Awards                        | 2021 | Giải thưởng WhosFandom                                            | BTS                                                                                 | Đoạt giải    | [ 289 ]         |
| Seoul Music Awards                        | 2021 | Giải thưởng Fan PD Artist                                         | BTS                                                                                 | Đề cử        | [ 290 ]         |
| Seoul Music Awards                        | 2021 | Nghệ sĩ nổi tiếng nhất                                            | BTS                                                                                 | Đề cử        | [ 291 ]         |
| Seoul Music Awards                        | 2022 | Bonsang                                                           | BTS                                                                                 | Đoạt giải    | [ 292 ]         |
| Seoul Music Awards                        | 2022 | Nghệ sĩ xuất sắc nhất toàn cầu                                    | BTS                                                                                 | Đoạt giải    | [ 292 ]         |
| Seoul Music Awards                        | 2022 | Nghệ sĩ xuất sắc nhất theo U+Idol Live                            | BTS                                                                                 | Đoạt giải    | [ 292 ]         |
| Seoul Music Awards                        | 2022 | Nghệ sĩ nổi tiếng nhất theo K-Wave                                | BTS                                                                                 | Đề cử        | [ 293 ]         |
| Seoul Music Awards                        | 2022 | Nghệ sĩ nổi tiếng nhất                                            | BTS                                                                                 | Đề cử        | [ 293 ]         |
| Shorty Awards                             | 2017 | Xuất sắc nhất trong âm nhạc                                       | BTS                                                                                 | Đoạt giải    | [ 294 ]         |
| Soompi Awards                             | 2014 | Tân binh của năm                                                  | BTS                                                                                 | Đoạt giải    | [ 295 ]         |
| Soompi Awards                             | 2015 | Vũ đạo xuất sắc nhất                                              | "Danger"                                                                            | Đề cử        | [ 296 ]         |
| Soompi Awards                             | 2015 | Cộng đồng người hâm mộ xuất sắc nhất                              | BTS                                                                                 | Đề cử        | [ 296 ]         |
| Soompi Awards                             | 2016 | Vũ đạo xuất sắc nhất                                              | "Dope"                                                                              | Đoạt giải    | [ 297 ]         |
| Soompi Awards                             | 2016 | Trang phục trình diễn xuất sắc nhất                               | "Dope"                                                                              | Đoạt giải    | [ 297 ]         |
| Soompi Awards                             | 2016 | Nghệ sĩ đột phá                                                   | BTS                                                                                 | Đoạt giải    | [ 297 ]         |
| Soompi Awards                             | 2016 | Album của năm                                                     | The Most Beautiful Moment in Life, Pt. 1                                            | Đề cử        | [ 298 ]         |
| Soompi Awards                             | 2016 | Nghệ sĩ của năm                                                   | BTS                                                                                 | Đề cử        | [ 299 ]         |
| Soompi Awards                             | 2016 | Nhóm nhạc nam xuất sắc nhất                                       | BTS                                                                                 | Đề cử        | [ 300 ]         |
| Soompi Awards                             | 2016 | Video âm nhạc xuất sắc nhất                                       | "I Need U"                                                                          | Đề cử        | [ 298 ]         |
| Soompi Awards                             | 2017 | Album của năm                                                     | Wings                                                                               | Đoạt giải    | [ 301 ]         |
| Soompi Awards                             | 2017 | Bài hát của năm                                                   | "Blood Sweat & Tears"                                                               | Đoạt giải    | [ 301 ]         |
| Soompi Awards                             | 2017 | Video âm nhạc của năm theo Fuse                                   | "Blood Sweat & Tears"                                                               | Đề cử        | [ 302 ]         |
| Soompi Awards                             | 2017 | Nghệ sĩ của năm                                                   | BTS                                                                                 | Đề cử        | [ 303 ]         |
| Soompi Awards                             | 2017 | Cộng đồng người hâm mộ xuất sắc nhất                              | BTS                                                                                 | Đề cử        | [ 304 ]         |
| Soompi Awards                             | 2017 | Nhóm nhạc nam xuất sắc nhất                                       | BTS                                                                                 | Đề cử        | [ 304 ]         |
| Soompi Awards                             | 2017 | Vũ đạo xuất sắc nhất                                              | "Fire"                                                                              | Đề cử        | [ 305 ]         |
| Soompi Awards                             | 2018 | Album của năm                                                     | You Never Walk Alone                                                                | Đoạt giải    | [ 306 ]         |
| Soompi Awards                             | 2018 | Nghệ sĩ của năm                                                   | BTS                                                                                 | Đoạt giải    | [ 306 ]         |
| Soompi Awards                             | 2018 | Vũ đạo xuất sắc nhất                                              | "DNA"                                                                               | Đoạt giải    | [ 306 ]         |
| Soompi Awards                             | 2018 | Video âm nhạc của năm theo Fuse                                   | "DNA"                                                                               | Đoạt giải    | [ 306 ]         |
| Soompi Awards                             | 2018 | Bài hát của năm                                                   | "DNA"                                                                               | Đoạt giải    | [ 306 ]         |
| Soompi Awards                             | 2018 | Hợp tác xuất sắc nhất                                             | "Mic Drop"                                                                          | Đoạt giải    | [ 306 ]         |
| Soompi Awards                             | 2018 | Nhóm nhạc nam xuất sắc nhất                                       | BTS                                                                                 | Đề cử        | [ 307 ]         |
| Soompi Awards                             | 2018 | Cộng đồng người hâm mộ xuất sắc nhất trên Twitter                 | BTS                                                                                 | Đề cử        | [ 307 ]         |
| Soompi Awards                             | 2019 | Album của năm                                                     | Love Yourself: Answer                                                               | Đoạt giải    | [ 308 ]         |
| Soompi Awards                             | 2019 | Nghệ sĩ của năm                                                   | BTS                                                                                 | Đoạt giải    | [ 308 ]         |
| Soompi Awards                             | 2019 | Hợp tác xuất sắc nhất                                             | "Waste It on Me"                                                                    | Đoạt giải    | [ 308 ]         |
| Soompi Awards                             | 2019 | Nhóm nhạc nam xuất sắc nhất                                       | BTS                                                                                 | Đoạt giải    | [ 308 ]         |
| Soompi Awards                             | 2019 | Chương trình chiếu mạng xuất sắc nhất                             | Burn the Stage                                                                      | Đoạt giải    | [ 308 ]         |
| Soompi Awards                             | 2019 | Video âm nhạc của năm                                             | "Fake Love"                                                                         | Đoạt giải    | [ 308 ]         |
| Soompi Awards                             | 2019 | Bài hát của năm                                                   | "Fake Love"                                                                         | Đề cử        | [ 309 ]         |
| Soompi Awards                             | 2019 | Nghệ sĩ nổi tiếng nhất Châu Mỹ Latinh                             | BTS                                                                                 | Đề cử        | [ 309 ]         |
| Soompi Awards                             | 2019 | Cộng đồng người hâm mộ xuất sắc nhất trên Twitter                 | BTS                                                                                 | Đề cử        | [ 309 ]         |
| Soribada Best K-Music Awards              | 2017 | Ngôi sao Hallyu                                                   | BTS                                                                                 | Đoạt giải    | [ 310 ]         |
| Soribada Best K-Music Awards              | 2017 | Bonsang                                                           | BTS                                                                                 | Đề cử        | [ 311 ] [ 312 ] |
| Soribada Best K-Music Awards              | 2018 | Bonsang                                                           | BTS                                                                                 | Đoạt giải    | [ 313 ]         |
| Soribada Best K-Music Awards              | 2018 | Daesang                                                           | BTS                                                                                 | Đoạt giải    | [ 313 ]         |
| Soribada Best K-Music Awards              | 2018 | Nghệ sĩ mạng xã hội toàn cầu                                      | BTS                                                                                 | Đoạt giải    | [ 314 ]         |
| Soribada Best K-Music Awards              | 2018 | Cộng đồng người hâm mộ toàn cầu                                   | BTS                                                                                 | Đề cử        | [ 315 ]         |
| Soribada Best K-Music Awards              | 2018 | Nghệ sĩ nổi tiếng nhất – nam                                      | BTS                                                                                 | Đề cử        | [ 316 ]         |
| Soribada Best K-Music Awards              | 2019 | Bonsang                                                           | BTS                                                                                 | Đoạt giải    | [ 317 ]         |
| Soribada Best K-Music Awards              | 2019 | Daesang – nghệ sĩ của năm                                         | BTS                                                                                 | Đoạt giải    | [ 317 ]         |
| Soribada Best K-Music Awards              | 2019 | Nghệ sĩ nổi tiếng nhất – nam                                      | BTS                                                                                 | Đoạt giải    | [ 317 ]         |
| Soribada Best K-Music Awards              | 2020 | Bonsang                                                           | BTS                                                                                 | Đoạt giải    | [ 318 ]         |
| Soribada Best K-Music Awards              | 2020 | Daesang                                                           | BTS                                                                                 | Đoạt giải    | [ 318 ]         |
| Soribada Best K-Music Awards              | 2020 | Nghệ sĩ nổi tiếng nhất – nam                                      | BTS                                                                                 | Đoạt giải    | [ 318 ]         |
| Space Shower Music Awards                 | 2021 | Nghệ sĩ quốc tế xuất sắc nhất                                     | BTS                                                                                 | Đoạt giải    | [ 319 ]         |
| Space Shower Music Awards                 | 2021 | Sự lựa chọn của mọi người                                         | BTS                                                                                 | Đoạt giải    | [ 319 ]         |
| Space Shower Music Awards                 | 2022 | Nghệ sĩ quốc tế xuất sắc nhất                                     | BTS                                                                                 | Đoạt giải    | [ 320 ]         |
| Spotify Awards                            | 2020 | Nghệ sĩ K-pop có lượt nghe nhiều nhất – nam                       | BTS                                                                                 | Đoạt giải    | [ 323 ]         |
| Swiss Music Awards                        | 2021 | Nhóm nhạc quốc tế xuất sắc nhất                                   | BTS                                                                                 | Đề cử        | [ 324 ]         |
| Teen Choice Awards                        | 2017 | Choice International Artist                                       | BTS                                                                                 | Đoạt giải    | [ 325 ]         |
| Teen Choice Awards                        | 2018 | Choice Fandom                                                     | BTS                                                                                 | Đoạt giải    | [ 326 ]         |
| Teen Choice Awards                        | 2018 | Choice International Artist                                       | BTS                                                                                 | Đoạt giải    | [ 326 ]         |
| Teen Choice Awards                        | 2019 | Choice Collaboration                                              | "Boy with Luv"                                                                      | Đoạt giải    | [ 327 ]         |
| Teen Choice Awards                        | 2019 | Choice Fandom                                                     | BTS                                                                                 | Đoạt giải    | [ 327 ]         |
| Teen Choice Awards                        | 2019 | Choice International Artist                                       | BTS                                                                                 | Đoạt giải    | [ 327 ]         |
| Teen Choice Awards                        | 2019 | Choice Summer Tour                                                | Love Yourself: Speak Yourself World Tour                                            | Đoạt giải    | [ 327 ]         |
| Telehit Awards                            | 2019 | K-pop xuất sắc nhất của năm                                       | BTS                                                                                 | Đoạt giải    | [ 328 ]         |
| Telehit Awards                            | 2019 | Video xuất sắc nhất của công chúng                                | "Boy with Luv"                                                                      | Đề cử        | [ 328 ]         |
| UK Music Video Awards                     | 2020 | Video nhạc Pop xuất sắc nhất – quốc tế                            | "On"                                                                                | Đề cử        | [ 329 ]         |
| Variety's Hitmakers                       | 2019 | Nhóm nhạc của năm                                                 | BTS                                                                                 | Đoạt giải    | [ 330 ]         |
| Variety's Hitmakers                       | 2021 | Thu âm của năm                                                    | "Butter"                                                                            | Đoạt giải    | [ 331 ]         |
| V Chart Awards                            | 2014 | Tân binh của năm                                                  | BTS                                                                                 | Đoạt giải    | [ 332 ]         |
| V Chart Awards                            | 2017 | Trình diễn trên sân khấu xuất sắc nhất                            | BTS                                                                                 | Đoạt giải    | [ 333 ]         |
| V Live Awards                             | 2017 | 10 nghệ sĩ hàng đầu toàn cầu                                      | BTS                                                                                 | Đoạt giải    | [ 334 ]         |
| V Live Awards                             | 2018 | 10 nghệ sĩ hàng đầu toàn cầu                                      | BTS                                                                                 | Đoạt giải    | [ 335 ]         |
| V Live Awards                             | 2018 | Ngôi sao có nhiều lượt thích nhất ở Việt Nam                      | BTS                                                                                 | Đoạt giải    | [ 336 ]         |
| V Live Awards                             | 2019 | Nghệ sĩ xuất sắc nhất                                             | BTS                                                                                 | Đoạt giải    | [ 337 ]         |
| V Live Awards                             | 2019 | Kênh xuất sắc nhất                                                | BTS                                                                                 | Đoạt giải    | [ 337 ]         |
| V Live Awards                             | 2019 | V Original xuất sắc nhất                                          | Run BTS!                                                                            | Đoạt giải    | [ 337 ]         |
| V Live Awards                             | 2019 | Video của năm                                                     | BTS                                                                                 | Đoạt giải    | [ 337 ]         |
| V Live Awards                             | 2019 | 12 nghệ sĩ toàn cầu hàng đầu                                      | BTS                                                                                 | Đoạt giải    | [ 338 ]         |
| V Live Awards                             | 2019 | Nghệ sĩ được yêu thích nhất                                       | BTS                                                                                 | Đoạt giải    | [ 339 ]         |
| The WSJ Innovator Awards                  | 2020 | Nhà sáng tạo âm nhạc                                              | BTS                                                                                 | Đoạt giải    | [ 340 ]         |

## Giải thưởng khác

### Danh hiệu nhà nước và văn hóa

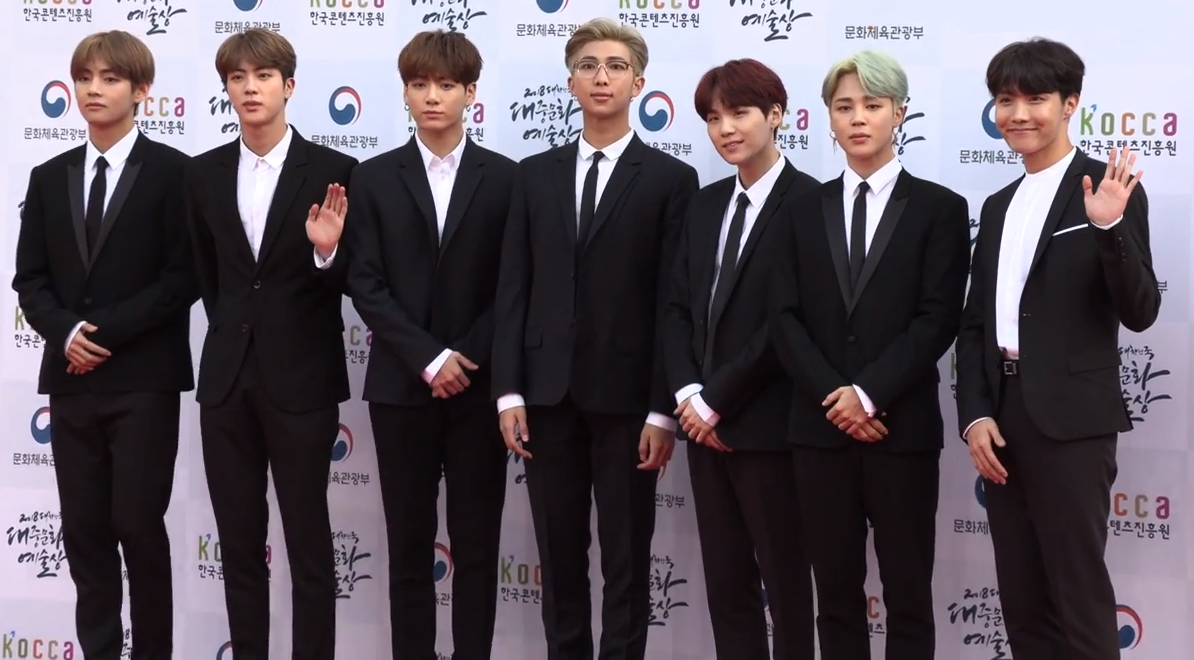
BTS tại Korean Popular Culture and Arts Awards lần thứ 9, nơi nhóm được trao tặng Huân chương Văn hóa Hwagwan vào ngày 24 tháng 10 năm 2018.

| ‡ | Biểu thị cho danh hiệu chỉ được trao cho BTS |

| Quốc gia/Tổ chức  | Năm  | Danh hiệu                                                    | Nguồn   |
| ----------------- | ---- | ------------------------------------------------------------ | ------- |
| Hàn Quốc          | 2016 | Khen thưởng của Bộ trưởng Bộ Văn hóa, Thể thao và Du lịch    | [ 344 ] |
| Hàn Quốc          | 2017 | ‡ Khen thưởng của Tổng thống                                 | [ 345 ] |
| Hàn Quốc          | 2018 | Huân chương Văn hóa Hwagwan (hạng 5)                         | [ 346 ] |
| Hàn Quốc          | 2021 | Đặc phái viên của Tổng thống cho Thế hệ Tương lai và Văn hóa | [ 347 ] |
| Hiệp hội Châu Á   | 2020 | Giải thưởng Game Changer                                     | [ 348 ] |
| Hiệp hội Hàn Quốc | 2020 | Giải thưởng James A. Van Fleet                               | [ 349 ] |

### Danh sách
| Nhà xuất bản   | Năm  | Danh sách                                                               | Vị trí    | Nguồn   |
| -------------- | ---- | ----------------------------------------------------------------------- | --------- | ------- |
| Billboard      | 2021 | Ngôi sao nhạc Pop vĩ đại nhất theo năm: 1981–2020                       | 2020      | [ 350 ] |
| Bloomberg      | 2018 | The Bloomberg 50                                                        | Được chọn | [ 351 ] |
| CNN            | 2019 | 10 nghệ sĩ thay đổi nền âm nhạc trong thập niên 2010                    | Được chọn | [ 352 ] |
| Esquire        | 2021 | 10 nhóm nhạc Pop xuất sắc nhất mọi thời đại                             | Được chọn | [ 353 ] |
| Forbes         | 2017 | Người nổi tiếng quyền lực nhất Hàn Quốc                                 | 5         | [ 354 ] |
| Forbes         | 2018 | 30 Under 30 (Châu Á)                                                    | Được chọn | [ 355 ] |
| Forbes         | 2018 | Người nổi tiếng quyền lực nhất Hàn Quốc                                 | 1         | [ 356 ] |
| Forbes         | 2019 | Celebrity 100                                                           | 43        | [ 357 ] |
| Forbes         | 2019 | Người nổi tiếng quyền lực nhất Hàn Quốc                                 | 2         | [ 358 ] |
| Forbes         | 2020 | 100 Digital Stars (Châu Á)                                              | Được chọn | [ 359 ] |
| Forbes         | 2020 | Celebrity 100                                                           | 47        | [ 360 ] |
| Forbes         | 2020 | Người nổi tiếng quyền lực nhất Hàn Quốc                                 | 1         | [ 361 ] |
| Forbes         | 2021 | Người nổi tiếng quyền lực nhất Hàn Quốc                                 | 1         | [ 362 ] |
| Gold House     | 2019 | A100 List                                                               | Được chọn | [ 365 ] |
| Gold House     | 2020 | A100 List                                                               | Được chọn | [ 366 ] |
| Gold House     | 2021 | A100 Hall of Fame                                                       | Được chọn | [ 367 ] |
| Sisa Journal   | 2018 | Người có tầm ảnh hưởng lớn nhất trong lĩnh vực truyền thông và giải trí | 2         | [ 372 ] |
| Sisa Journal   | 2018 | Who Makes Korea Move? (Ai giúp Hàn Quốc tiến lên?)                      | 16        | [ 373 ] |
| Sisa Journal   | 2019 | Người có tầm ảnh hưởng lớn nhất trong lĩnh vực truyền thông và giải trí | 1         | [ 374 ] |
| Sisa Journal   | 2019 | Who Makes Korea Move? (Ai giúp Hàn Quốc tiến lên?)                      | 8         | [ 375 ] |
| Sisa Journal   | 2020 | 100 nhà lãnh đạo thế hệ tiếp theo – Văn hóa và Nghệ thuật               | 3         | [ 376 ] |
| Sisa Journal   | 2020 | Who Makes Korea Move? (Ai giúp Hàn Quốc tiến lên?)                      | 9         | [ 377 ] |
| Time           | 2017 | 25 người có tầm ảnh hưởng lớn nhất trên mạng                            | Được chọn | [ 378 ] |
| Time           | 2018 | 25 người có tầm ảnh hưởng lớn nhất trên mạng                            | Được chọn | [ 379 ] |
| Time           | 2018 | Các nhà lãnh đạo thế hệ tiếp theo                                       | Được chọn | [ 380 ] |
| Time           | 2019 | 25 người có tầm ảnh hưởng lớn nhất trên mạng                            | Được chọn | [ 381 ] |
| Time           | 2019 | Time 100                                                                | Được chọn | [ 382 ] |
| Time           | 2020 | Nghệ sĩ giải trí của năm                                                | Được chọn | [ 383 ] |
| United Nations | 2019 | Các nhà lãnh đạo tương lai bền vững toàn cầu                            | 1         | [ 384 ] |
| United Nations | 2020 | Các nhà lãnh đạo tương lai bền vững toàn cầu                            | 1         | [ 385 ] |
| United Nations | 2021 | Các nhà lãnh đạo tương lai bền vững toàn cầu                            | 1         | [ 386 ] |
| Wired          | 2019 | 10 nghệ sĩ xuất sắc nhất trong thập niên 2010                           | Được chọn | [ 387 ] |

### Kỷ lục thế giới

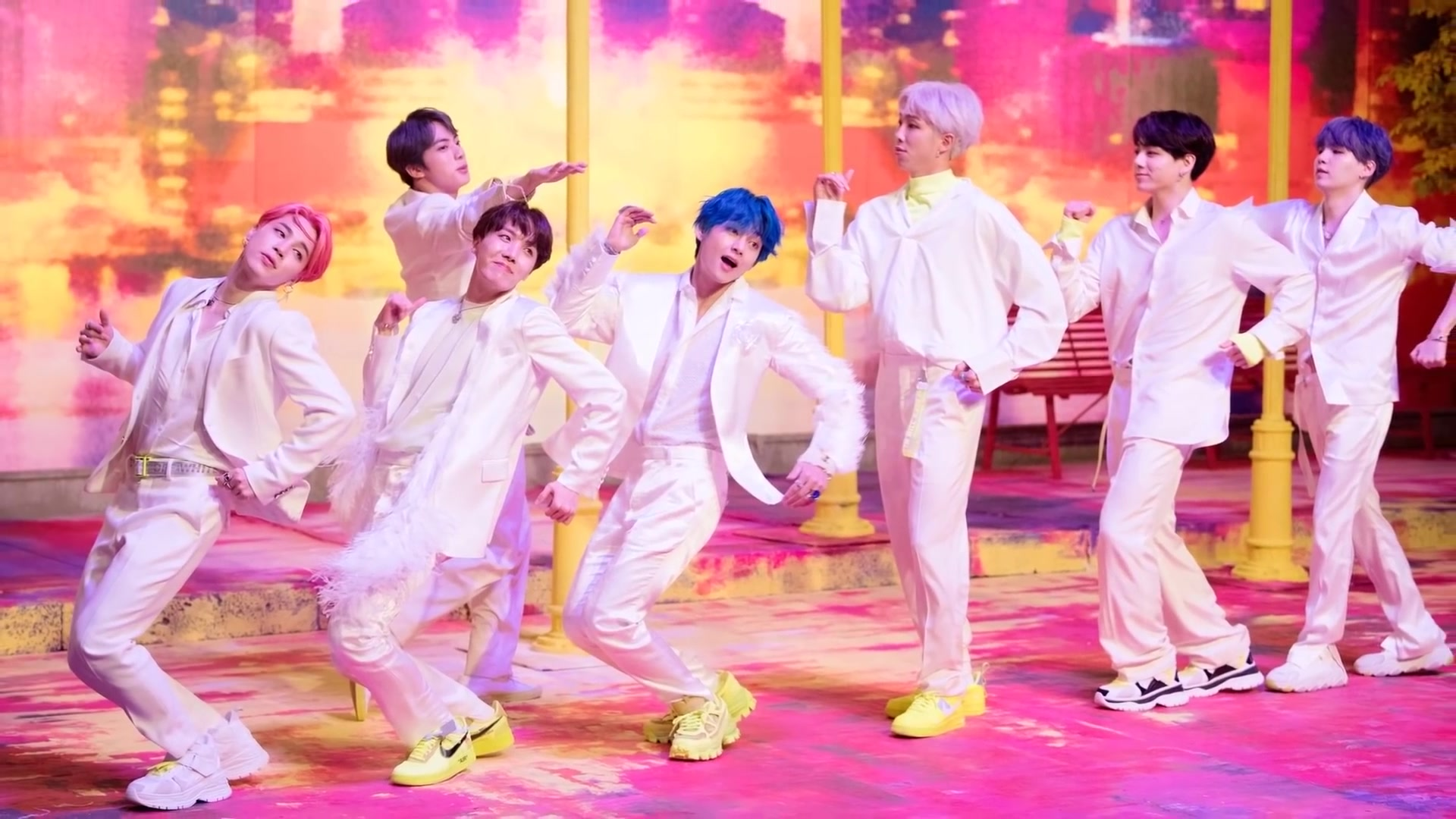
BTS quay video âm nhạc "Boy with Luv" vào ngày 15 tháng 3 năm 2019. Bài hát thiết lập 3 kỷ lục Guinness thế giới.

| Indicates a record that was eventually broken | Biểu thị cho kỷ lục cũ. |

| Xuất bản             | Năm  | Kỷ lục thế giới                                                                       | Người giữ kỷ lục         | Nguồn   |
| -------------------- | ---- | ------------------------------------------------------------------------------------- | ------------------------ | ------- |
| Sách Kỷ lục Guinness | 2017 | Video âm nhạc trực tuyến được xem nhiều nhất trong 24 giờ bởi một nhóm nhạc K-pop     | "DNA"                    | [ 388 ] |
| Sách Kỷ lục Guinness | 2017 | Nhiều lượt tương tác nhất trên Twitter (lượt retweet trung bình) nói chung            | BTS                      | [ 388 ] |
| Sách Kỷ lục Guinness | 2017 | Nhiều lượt tương tác nhất trên Twitter (lượt retweet trung bình) cho một nhóm nhạc    | BTS                      | [ 389 ] |
| Sách Kỷ lục Guinness | 2018 | Video âm nhạc YouTube được xem nhiều nhất trong 24 giờ                                | "Idol"                   | [ 389 ] |
| Sách Kỷ lục Guinness | 2018 | Nghệ sĩ Hàn Quốc đầu tiên đạt vị trí số 1 trên bảng xếp hạng Billboard 200            | BTS                      | [ 390 ] |
| Sách Kỷ lục Guinness | 2018 | Nghệ sĩ Hàn Quốc đầu tiên đạt vị trí số 1 trên bảng xếp hạng Billboard Artist 100     | BTS                      | [ 391 ] |
| Sách Kỷ lục Guinness | 2018 | Nghệ sĩ Hàn Quốc đầu tiên đạt vị trí số 1 trên bảng xếp hạng Billboard Hot 100        | BTS                      | [ 392 ] |
| Sách Kỷ lục Guinness | 2019 | Video âm nhạc được xem nhiều nhất trên YouTube trong 24 giờ bởi một nhóm nhạc K-pop   | "Boy with Luv"           | [ 393 ] |
| Sách Kỷ lục Guinness | 2019 | Video âm nhạc được xem nhiều nhất trên YouTube trong 24 giờ                           | "Boy with Luv"           | [ 393 ] |
| Sách Kỷ lục Guinness | 2019 | Video được xem nhiều nhất trên YouTube trong 24 giờ                                   | "Boy with Luv"           | [ 393 ] |
| Sách Kỷ lục Guinness | 2019 | Album bán chạy nhất ở Hàn Quốc                                                        | Map of the Soul: Persona | [ 394 ] |
| Sách Kỷ lục Guinness | 2019 | Đạt được 1 triệu người theo dõi nhanh nhất trên TikTok                                | BTS                      | [ 395 ] |
| Sách Kỷ lục Guinness | 2020 | Nhiều tuần nhất ở vị trí số 1 trên bảng xếp hạng Billboard Social 50                  | BTS                      | [ 396 ] |
| Sách Kỷ lục Guinness | 2020 | Album bán chạy nhất ở Hàn Quốc                                                        | Map of the Soul: 7       | [ 397 ] |
| Sách Kỷ lục Guinness | 2020 | Thu nhập hàng năm cao nhất cho một nhóm nhạc K-pop (năm hiện tại)                     | BTS                      | [ 398 ] |
| Sách Kỷ lục Guinness | 2020 | Video âm nhạc được xem nhiều nhất trên YouTube trong 24 giờ bởi một nhóm nhạc K-pop   | "Dynamite"               | [ 399 ] |
| Sách Kỷ lục Guinness | 2020 | Video âm nhạc được xem nhiều nhất trên YouTube trong 24 giờ                           | "Dynamite"               | [ 399 ] |
| Sách Kỷ lục Guinness | 2020 | Video được xem nhiều nhất trên YouTube trong 24 giờ                                   | "Dynamite"               | [ 399 ] |
| Sách Kỷ lục Guinness | 2020 | Nhiều người xem trực tiếp nhất cho một video âm nhạc trên YouTube Premieres           | "Dynamite"               | [ 400 ] |
| Sách Kỷ lục Guinness | 2020 | Buổi công chiếu video được xem nhiều nhất trên YouTube                                | "Dynamite"               | [ 401 ] |
| Sách Kỷ lục Guinness | 2020 | Nhiều người xem nhất cho một buổi hòa nhạc âm nhạc phát trực tiếp trên nền tảng riêng | BTS                      | [ 402 ] |
| Sách Kỷ lục Guinness | 2020 | Chiến thắng giải Daesang nhiều nhất tại Mnet Asian Music Awards                       | BTS                      | [ 403 ] |
| Sách Kỷ lục Guinness | 2021 | Chiến thắng nhiều nhất tại Nickelodeon Kids' Choice Awards bởi một nhóm nhạc          | BTS                      | [ 404 ] |
| Sách Kỷ lục Guinness | 2021 | Nhiều tuần nhất trên Hot 100 của Hoa Kỳ bởi một bài hát K-pop                         | "Dynamite"               | [ 405 ] |
| Sách Kỷ lục Guinness | 2021 | Nhiều tuần nhất ở vị trí số 1 trên bảng xếp hạng Digital Song Sales của Billboard     | "Dynamite"               | [ 405 ] |
| Sách Kỷ lục Guinness | 2021 | Nghệ sĩ có lượt nghe trực tuyến nhiều nhất trên Spotify (nhóm nhạc)                   | BTS                      | [ 406 ] |
| Sách Kỷ lục Guinness | 2021 | Nhiều người theo dõi nhất trên Instagram cho một nhóm nhạc                            | BTS                      | [ 407 ] |
| Sách Kỷ lục Guinness | 2021 | Buổi công chiếu video được xem nhiều nhất trên YouTube                                | "Butter"                 | [ 408 ] |
| Sách Kỷ lục Guinness | 2021 | Buổi công chiếu video âm nhạc được xem nhiều nhất trên YouTube                        | "Butter"                 | [ 408 ] |
| Sách Kỷ lục Guinness | 2021 | Bài hát có lượt nghe trực tuyến nhiều nhất trên Spotify trong 24 giờ đầu tiên         | "Butter"                 | [ 408 ] |
| Sách Kỷ lục Guinness | 2021 | Video âm nhạc được xem nhiều nhất trên YouTube trong 24 giờ                           | "Butter"                 | [ 408 ] |
| Sách Kỷ lục Guinness | 2021 | Video âm nhạc được xem nhiều nhất trên YouTube trong 24 giờ bởi một nhóm nhạc K-pop   | "Butter"                 | [ 408 ] |
| Sách Kỷ lục Guinness | 2022 | Nhiều người theo dõi nhất trên TikTok cho một nhóm nhạc                               | BTS                      | [ 409 ] |
| Sách Kỷ lục Guinness | 2022 | Nhiều người theo dõi nhất trên Twitter cho một nhóm nhạc                              | BTS                      | [ 409 ] |

## Chương trình âm nhạc

#### The Show
| Năm  | Ngày        | Bài hát               |
| ---- | ----------- | --------------------- |
| 2015 | 5 tháng 5   | "I Need U"            |
| 2015 | 12 tháng 5  | "I Need U"            |
| 2015 | 8 tháng 12  | "Run"                 |
| 2016 | 25 tháng 10 | "Blood Sweat & Tears" |
| 2017 | 26 tháng 9  | "DNA"                 |

#### Show Champion
| Năm  | Ngày        | Bài hát               |
| ---- | ----------- | --------------------- |
| 2015 | 13 tháng 5  | "I Need U"            |
| 2015 | 9 tháng 12  | "Run"                 |
| 2015 | 16 tháng 12 | "Run"                 |
| 2016 | 19 tháng 10 | "Blood Sweat & Tears" |
| 2017 | 22 tháng 2  | "Spring Day"          |
| 2017 | 27 tháng 9  | "DNA"                 |
| 2018 | 30 tháng 5  | "Fake Love"           |
| 2018 | 5 tháng 9   | "IDOL"                |
| 2018 | 12 tháng 9  | "IDOL"                |
| 2019 | 24 tháng 4  | "Boy With Luv"        |
| 2020 | 4 tháng 3   | "On"                  |
| 2020 | 11 tháng 3  | "On"                  |
| 2020 | 18 tháng 3  | "On"                  |
| 2020 | 2 tháng 9   | "Dynamite"            |
| 2020 | 9 tháng 9   | "Dynamite"            |
| 2020 | 16 tháng 9  | "Dynamite"            |
| 2021 | 2 tháng 6   | "Butter"              |
| 2021 | 16 tháng 6  | "Butter"              |
| 2021 | 23 tháng 6  | "Butter"              |
| 2021 | 21 tháng 7  | "Permission to Dance" |
| 2021 | 28 tháng 7  | "Permission to Dance" |
| 2022 | 15 tháng 6  | "Yet To Come"         |

#### M Countdown
| Năm  | Ngày        | Bài hát               |
| ---- | ----------- | --------------------- |
| 2015 | 7 tháng 5   | "I Need U"            |
| 2016 | 12 tháng 5  | "Fire"                |
| 2016 | 20 tháng 10 | "Blood Sweat & Tears" |
| 2017 | 23 tháng 2  | "Spring Day"          |
| 2017 | 28 tháng 9  | "DNA"                 |
| 2017 | 5 tháng 10  | "DNA"                 |
| 2018 | 31 tháng 5  | "Fake Love"           |
| 2018 | 7 tháng 6   | "Fake Love"           |
| 2019 | 25 tháng 4  | "Boy With Luv"        |
| 2020 | 5 tháng 3   | "On"                  |
| 2022 | 16 tháng 6  | "Yet To Come"         |
| 2022 | 23 tháng 6  | "Yet To Come"         |
| 2022 | 30 tháng 6  | "Yet To Come"         |
| 2023 | 22 tháng 6  | "Take Two"            |
| 2023 | 29 tháng 6  | "Take Two"            |
| 2023 | 6 tháng 7   | "Take Two"            |

#### Music Bank
| Năm  | Ngày        | Bài hát               |
| ---- | ----------- | --------------------- |
| 2015 | 8 tháng 5   | "I Need U"            |
| 2015 | 11 tháng 12 | "Run"                 |
| 2016 | 8 tháng 1   | "Run"                 |
| 2016 | 13 tháng 5  | "Fire"                |
| 2016 | 21 tháng 10 | "Blood Sweat & Tears" |
| 2016 | 28 tháng 10 | "Blood Sweat & Tears" |
| 2017 | 24 tháng 2  | "Spring day"          |
| 2017 | 29 tháng 9  | "DNA"                 |
| 2017 | 6 tháng 10  | "DNA"                 |
| 2017 | 13 tháng 10 | "DNA"                 |
| 2018 | 25 tháng 5  | "Fake Love"           |
| 2018 | 1 tháng 6   | "Fake Love"           |
| 2018 | 8 tháng 6   | "Fake Love"           |
| 2018 | 31 tháng 8  | "IDOL"                |
| 2018 | 7 tháng 9   | "IDOL"                |
| 2018 | 14 tháng 9  | "IDOL"                |
| 2019 | 19 tháng 4  | "Boy With Luv"        |
| 2019 | 26 tháng 4  | "Boy With Luv"        |
| 2019 | 3 tháng 5   | "Boy With Luv"        |
| 2019 | 17 tháng 5  | "Boy With Luv"        |
| 2019 | 24 tháng 5  | "Boy With Luv"        |
| 2019 | 14 tháng 6  | "Boy With Luv"        |
| 2019 | 21 tháng 6  | "Boy With Luv"        |
| 2020 | 28 tháng 2  | "On"                  |
| 2020 | 6 tháng 3   | "On"                  |
| 2020 | 13 tháng 3  | "On"                  |
| 2020 | 20 tháng 3  | "On"                  |
| 2020 | 4 tháng 9   | "Dynamite"            |
| 2020 | 11 tháng 9  | "Dynamite"            |
| 2020 | 18 tháng 9  | "Dynamite"            |
| 2020 | 25 tháng 9  | "Dynamite"            |
| 2020 | 2 tháng 10  | "Dynamite"            |
| 2020 | 9 tháng 10  | "Dynamite"            |
| 2020 | 13 tháng 11 | "Dynamite"            |
| 2020 | 20 tháng 11 | "Dynamite"            |
| 2020 | 27 tháng 11 | "Dynamite"            |
| 2020 | 4 tháng 12  | "Dynamite"            |
| 2020 | 11 tháng 12 | "Dynamite"            |
| 2020 | 25 tháng 12 | "Dynamite"            |
| 2021 | 1 tháng 1   | "Dynamite"            |
| 2021 | 8 tháng 1   | "Dynamite"            |
| 2021 | 26 tháng 2  | "Dynamite"            |
| 2021 | 5 tháng 3   | "Dynamite"            |
| 2021 | 4 tháng 6   | "Butter"              |
| 2021 | 16 tháng 7  | "Butter"              |
| 2021 | 23 tháng 7  | "Permission to Dance" |
| 2021 | 30 tháng 7  | "Permission to Dance" |
| 2022 | 17 tháng 6  | "Yet To Come"         |
| 2022 | 24 tháng 6  | "Yet To Come"         |

#### Show! Music Core
| Năm  | Ngày        | Bài hát               |
| ---- | ----------- | --------------------- |
| 2018 | 26 tháng 5  | "Fake Love"           |
| 2018 | 2 tháng 6   | "Fake Love"           |
| 2018 | 9 tháng 6   | "Fake Love"           |
| 2019 | 20 tháng 4  | "Boy With Luv"        |
| 2019 | 27 tháng 4  | "Boy With Luv"        |
| 2019 | 11 tháng 5  | "Boy With Luv"        |
| 2019 | 18 tháng 5  | "Boy With Luv"        |
| 2019 | 25 tháng 5  | "Boy With Luv"        |
| 2019 | 1 tháng 6   | "Boy With Luv"        |
| 2019 | 8 tháng 6   | "Boy With Luv"        |
| 2019 | 15 tháng 6  | "Boy With Luv"        |
| 2019 | 22 tháng 6  | "Boy With Luv"        |
| 2020 | 29 tháng 2  | "On"                  |
| 2020 | 7 tháng 3   | "On"                  |
| 2020 | 14 tháng 3  | "On"                  |
| 2020 | 21 tháng 3  | "On"                  |
| 2020 | 28 tháng 3  | "On"                  |
| 2020 | 29 tháng 8  | "Dynamite"            |
| 2020 | 5 tháng 9   | "Dynamite"            |
| 2020 | 12 tháng 9  | "Dynamite"            |
| 2020 | 19 tháng 9  | "Dynamite"            |
| 2020 | 26 tháng 9  | "Dynamite"            |
| 2020 | 10 tháng 10 | "Dynamite"            |
| 2020 | 17 tháng 10 | "Dynamite"            |
| 2020 | 31 tháng 10 | "Dynamite"            |
| 2020 | 7 tháng 11  | "Dynamite"            |
| 2020 | 14 tháng 11 | "Dynamite"            |
| 2020 | 28 tháng 11 | "Life Goes On"        |
| 2020 | 5 tháng 12  | "Life Goes On"        |
| 2020 | 12 tháng 12 | "Life Goes On"        |
| 2021 | 2 tháng 1   | "Life Goes On"        |
| 2021 | 9 tháng 1   | "Life Goes On"        |
| 2021 | 16 tháng 1  | "Life Goes On"        |
| 2021 | 29 tháng 5  | "Butter"              |
| 2021 | 5 tháng 6   | "Butter"              |
| 2021 | 12 tháng 6  | "Butter"              |
| 2021 | 19 tháng 6  | "Butter"              |
| 2021 | 26 tháng 6  | "Butter"              |
| 2021 | 17 tháng 7  | "Permission to Dance" |
| 2022 | 25 tháng 6  | "Yet To Come"         |

#### Inkigayo
| Năm  | Ngày        | Bài hát               |
| ---- | ----------- | --------------------- |
| 2016 | 15 tháng 5  | "Fire"                |
| 2016 | 23 tháng 6  | "Blood Sweat & Tears" |
| 2017 | 26 tháng 2  | "Spring Day"          |
| 2017 | 1 tháng 10  | "DNA"                 |
| 2017 | 8 tháng 10  | "DNA"                 |
| 2017 | 15 tháng 10 | "DNA"                 |
| 2018 | 27 tháng 5  | "Fake Love"           |
| 2018 | 3 tháng 6   | "Fake Love"           |
| 2018 | 10 tháng 6  | "Fake Love"           |
| 2018 | 2 tháng 9   | "IDOL"                |
| 2018 | 9 tháng 9   | "IDOL"                |
| 2018 | 16 tháng 9  | "IDOL"                |
| 2019 | 28 tháng 4  | "Boy With Luv"        |
| 2019 | 12 tháng 5  | "Boy With Luv"        |
| 2019 | 19 tháng 5  | "Boy With Luv"        |
| 2020 | 1 tháng 3   | "On"                  |
| 2020 | 8 tháng 3   | "On"                  |
| 2020 | 15 tháng 3  | "On"                  |
| 2020 | 30 tháng 8  | "Dynamite"            |
| 2020 | 6 tháng 9   | "Dynamite"            |
| 2020 | 13 tháng 9  | "Dynamite"            |
| 2020 | 29 tháng 11 | "Life Goes On"        |
| 2020 | 6 tháng 12  | "Life Goes On"        |
| 2020 | 13 tháng 12 | "Life Goes On"        |
| 2021 | 30 tháng 5  | "Butter"              |
| 2021 | 6 tháng 6   | "Butter"              |
| 2021 | 13 tháng 6  | "Butter"              |
| 2021 | 18 tháng 7  | "Permission to Dance" |
| 2021 | 8 tháng 8   | "Permission to Dance" |
| 2021 | 15 tháng 8  | "Permission to Dance" |
| 2022 | 19 tháng 6  | "Yet To Come"         |
| 2022 | 26 tháng 6  | "Yet To Come"         |